# Isabelle de France (1295-1358)
Pour les articles homonymes, voir Isabelle de France.
Ne pas confondre non plus avec Isabelle d'Angoulême, qui fut aussi reine d'Angleterre entre 1200 et 1216.
Isabelle de France (vers 1295, Paris – 22 août 1358, Hertford) est la seule fille parmi les enfants survivants du roi de France Philippe IV le Bel et de son épouse Jeanne Ire, reine de Navarre. Elle est reine en tant qu'épouse d'Édouard II, roi d'Angleterre. La reine Isabelle est connue à son époque pour sa beauté, son habileté diplomatique et son intelligence. Elle n'a cependant jamais été surnommée la « Louve de France » par ses contemporains.
Isabelle va en Angleterre à douze ans, dans une période de conflit grandissant entre le roi et la puissante faction des barons du royaume : son nouvel époux comble notoirement de grâces son favori le comte de Cornouailles, Pierre Gaveston, au détriment des anciennes familles du royaume. Cependant, Isabelle apporte son soutien à son mari dans ces premières années, usant de ses relations avec la cour de France pour asseoir du même coup sa propre autorité dans son pays d'adoption. Après la mort de Gaveston en 1312, tué par les barons, Édouard II choisit un nouveau favori, Hugues le Despenser (le Jeune), et tente de se venger : il en résulte la guerre des Despenser en 1322, et une période de répression à l'intérieur du royaume. Isabelle ne peut accepter le nouveau favori. En 1325, le couple royal est au bord de la rupture.
Voyageant en France sous le prétexte d'une mission diplomatique, Isabelle entame peut-être une relation adultérine avec le baron de Wigmore, Roger Mortimer. Tous deux conviennent de déposer Édouard II et de se débarrasser de la famille Despenser. En 1326, la reine revient en Angleterre avec une petite armée de mercenaires. L'armée royale fait rapidement défection. Isabelle dépose Édouard II et devient régente au nom de son fils aîné, proclamé roi sous le nom d'Édouard III. Beaucoup supposent qu'Isabelle est par la suite l'instigatrice de l'assassinat de son mari. Le gouvernement d'Isabelle et de Roger Mortimer commence à chanceler, en partie à cause des dépenses excessives de la régente, en partie également à cause de sa façon, efficace mais impopulaire, de résoudre les problèmes récurrents comme la situation militaire en Écosse.
En 1330, Édouard III s'empare du pouvoir et fait exécuter Mortimer. La reine n'est pas poursuivie et vit encore longtemps entourée de beaucoup de considération, mais loin de la cour d'Angleterre, jusqu'à sa mort en 1358. Au fil du temps, Isabelle devint une figure de « femme fatale » dans la littérature, habituellement représentée comme une femme belle, mais cruelle et manipulatrice.

## Naissance et mariage

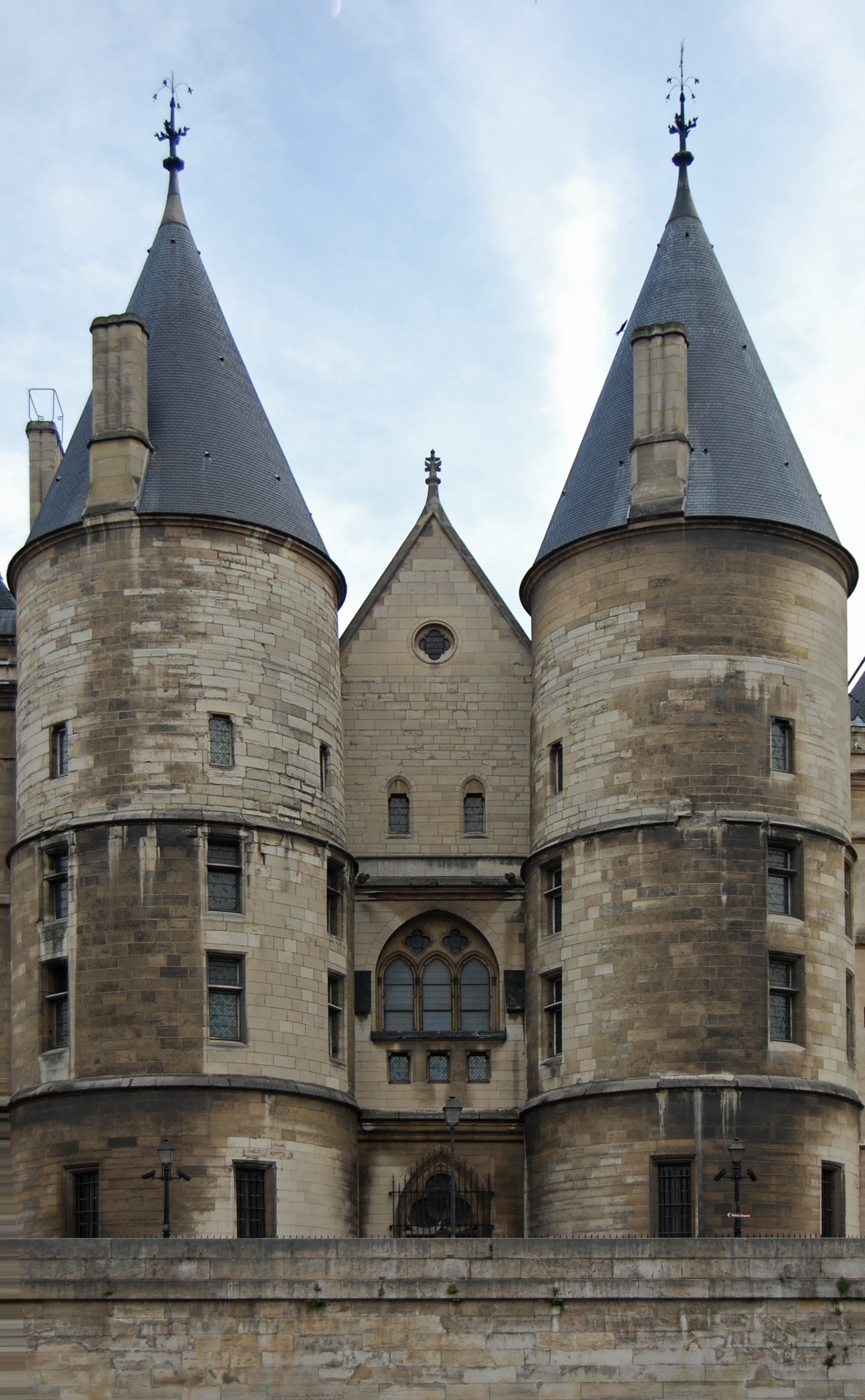
Les tours César et d'Argent du Palais de la Cité.

Isabelle naît à Paris à une date incertaine. Les Annales de Wigmore la font naître en 1292, en accord avec Pierre de Langtoft, qui lui donne sept ans en 1299. Le chroniqueur français Guillaume de Nangis et Thomas Walsingham disent qu'elle a douze ans à l'époque de son mariage en janvier 1308, ce qui permet de situer sa date de naissance entre janvier 1295 et janvier 1296. La dispense papale de Clément V en novembre 1305 permet son mariage immédiat par procuration, en dépit du fait qu'Isabelle doit avoir alors dix ans. Puisque son frère Charles est né le 18 juin 1294 et qu'on doit attendre les douze ans canoniques d'Isabelle avant la célébration de son mariage en janvier 1308, elle serait donc née entre avril 1295 et janvier 1296. Ses parents sont le roi Philippe IV de France et la reine Jeanne Ire de Navarre. Ses frères Louis, Philippe et Charles seront tous plus tard rois de France et de Navarre.
Isabelle naît à l'intérieur de la famille des Capétiens, qui gouverne alors le plus puissant royaume d'Europe. Son père, le roi Philippe, dit « le Bel » du fait de sa beauté, est un homme étrangement froid et l'un de ses contemporains, l'évêque de Pamiers Bernard Saisset, dit de lui : « Ce n'est ni un homme, ni une bête. C'est une statue ». Les historiens modernes notent que Philippe cultive l'image d'un roi chrétien et n'éprouve que peu les faiblesses de la chair. Il consolide la centralisation du pouvoir royal dans le pays, affrontant les conflits nécessaires pour étendre ou asseoir l'autorité française dans ses possessions, mais se retrouve régulièrement à court d'argent dans ses projets tout au long de son règne. Il paraît presque obsédé par les richesses et les terres, choses dont plus tard sa fille sera elle-même accusée. Quant à Jeanne de Navarre, elle meurt subitement en 1305, alors qu'Isabelle a à peine dix ans. Philippe le Bel est soupçonné par certains de ses ennemis d'avoir empoisonné sa propre épouse, mais cette accusation est sans fondement.
Isabelle est élevée à l'intérieur et aux alentours du Louvre et du Palais de la Cité, à Paris, par sa nourrice Théophania de Saint-Pierre. Elle reçoit une bonne éducation, apprend à lire et développe le goût des livres, qu'elle conservera toute sa vie. Comme il est d'usage à cette époque, tous les enfants de Philippe le Bel sont mariés jeunes pour des raisons politiques. Un rôle de premier plan est assuré à Isabelle de France, unique fille survivante du roi Philippe et de Jeanne de Navarre, sur l'échiquier européen. Déjà durant les négociations en vue d'une trêve franco-anglaise en 1298 — elle n'a alors que deux ans —, Isabelle est proposée à l'héritier du roi d'Angleterre Édouard Ier, dans l'intention de résoudre les conflits entre France et Angleterre au sujet des possessions continentales de Gascogne des rois d'Angleterre, et leurs prétentions sur l'Anjou, la Normandie et l'Aquitaine. Le pape Boniface VIII lui-même presse au mariage qui achoppe sur le contrat. En 1299, afin de cimenter la conclusion de la trêve, le roi d'Angleterre prend pour épouse la propre tante d'Isabelle, la jeune Marguerite de France. En 1303, des rumeurs courent selon lesquelles le roi d'Angleterre souhaiterait ne pas s'engager plus avant avec son beau-frère de France, en dépit de ses protestations d'amitié et d'amour, car il envisagerait désormais un mariage espagnol pour son fils. Mais ces rumeurs tournent court et, la même année, peu après la confirmation de la trêve permanente, les fiançailles de la princesse Isabelle et du prince Édouard de Carnarvon sont annoncées.

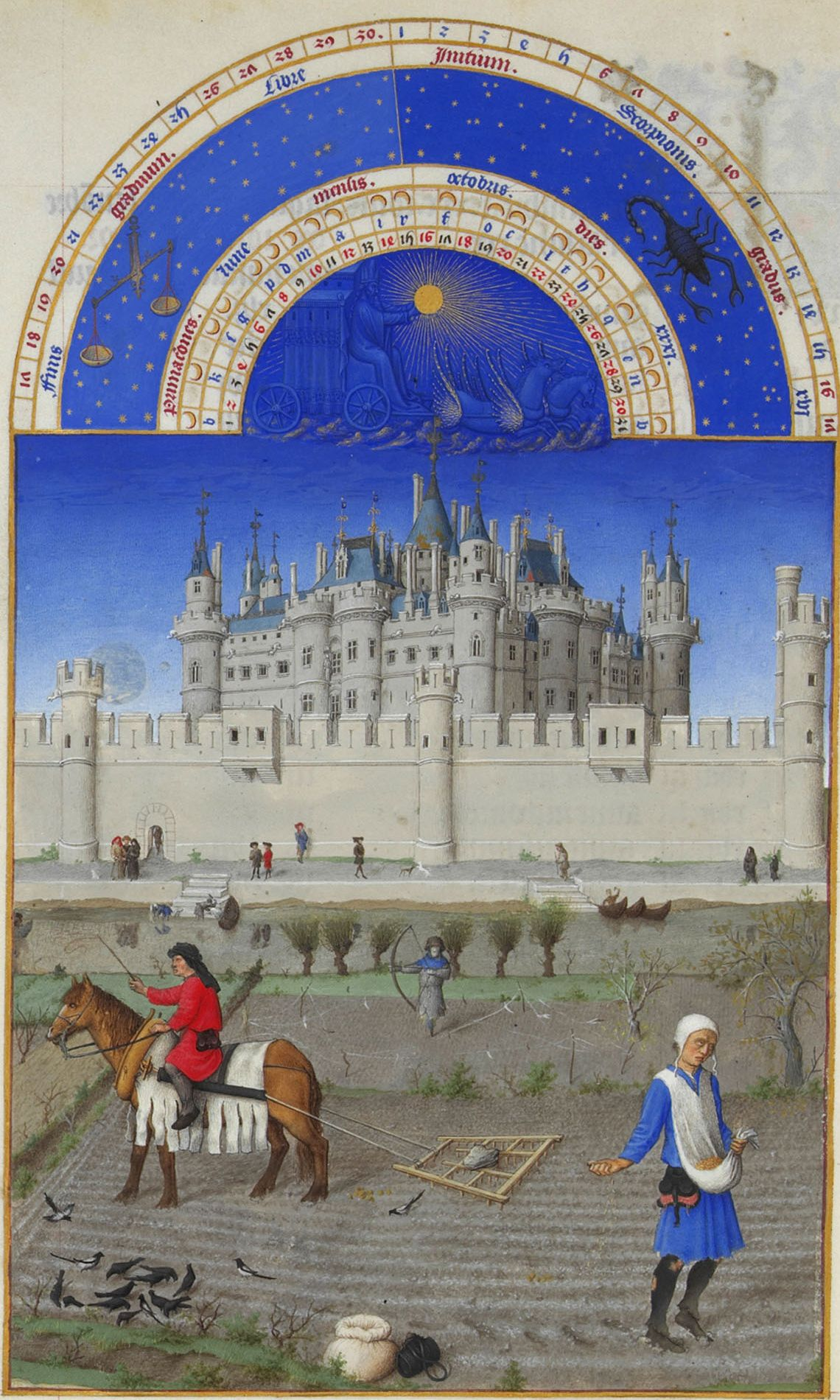
Le Louvre au XVe siècle,
miniature dans Les Très Riches Heures du duc de Berry.

Après le décès du roi Édouard Ier en 1307, Édouard II agrandit le douaire d'Isabelle à la demande de Philippe le Bel et, malgré les désaccords continuels entre les rois de France et d'Angleterre au sujet des droits d'Édouard sur l'Aquitaine, le mariage d'une mémorable splendeur a lieu à Boulogne-sur-Mer le 25 janvier 1308, en la remarquable présence de cinq rois et trois reines. La garde-robe d'Isabelle nous renseigne sur la richesse et les goûts de l'épousée — robes de baudequin, de velours, de taffetas, ainsi que de nombreuses fourrures, 72 coiffes, deux couronnes d'or, un couvert d'or et d'argent et, enfin, 383 mètres de toile de lin. À l'époque de son mariage, Isabelle a probablement douze ans, et Geoffroi de Paris la désigne « beauté parmi les beautés du royaume, si ce n'est de l'Europe entière ». Cette description n'est pas forcément pure flatterie de chroniqueur : le roi son père mais aussi ses frères sont considérés comme fort beaux par leurs contemporains, et le mari d'Isabelle la surnommera « la belle Isabelle » (en anglais, Isabella the Fair). Les contemporains rapportent d'ailleurs qu'Isabelle ressemble davantage à son père qu'à sa mère Jeanne de Navarre, cette dernière étant décrite comme potelée par les chroniqueurs. Si l'on s'en tient à cette remarque, Isabelle semble donc avoir été mince et pâle de peau comme Philippe le Bel. Toutefois, la mode au début du XIVe siècle pour les femmes est alors d'être blonde et d'avoir le visage légèrement arrondi, et Isabelle a très bien pu ressembler à ce genre de stéréotype. Tout au long de sa vie, on relèvera le charme et la diplomatie de la reine, avec une adresse particulière pour convaincre et amener les esprits à ses vues. Inhabituel pour l'époque, les contemporains relèvent aussi sa grande intelligence politique.

## La reine aux côtés de son époux
En tant que reine, Isabelle va devoir relever de nombreux défis : son époux est très lié à son favori Piers Gaveston puis, plus tard, à Hugues le Despenser le Jeune. De plus, Édouard va se retrouver en conflit avec les barons du pays, en particulier avec son cousin Thomas de Lancastre, tout en poursuivant la guerre avec l'Écosse, héritage du règne de son père. Usant de ses propres soutiens à la cour d'Angleterre, mais aussi de celle de France, Isabelle va tenter de trouver ses propres marques à l'intérieur de ce paysage politique troublé. Si l'alliance qu'elle va former avec Gaveston va se révéler positive, la mort du favori tombé entre les mains des barons de l'opposition va la mettre dans une situation très précaire. Et lorsqu'Édouard, dans son désir de revanche sur ses ennemis, va profiter d'une alliance encore plus brutale avec le clan Despenser, Isabelle va se retrouver à son tour en conflit à la fois avec le roi son époux, mais aussi avec Hugues le Jeune, le nouveau favori,,.

### Arrivée en Angleterre et couronnement

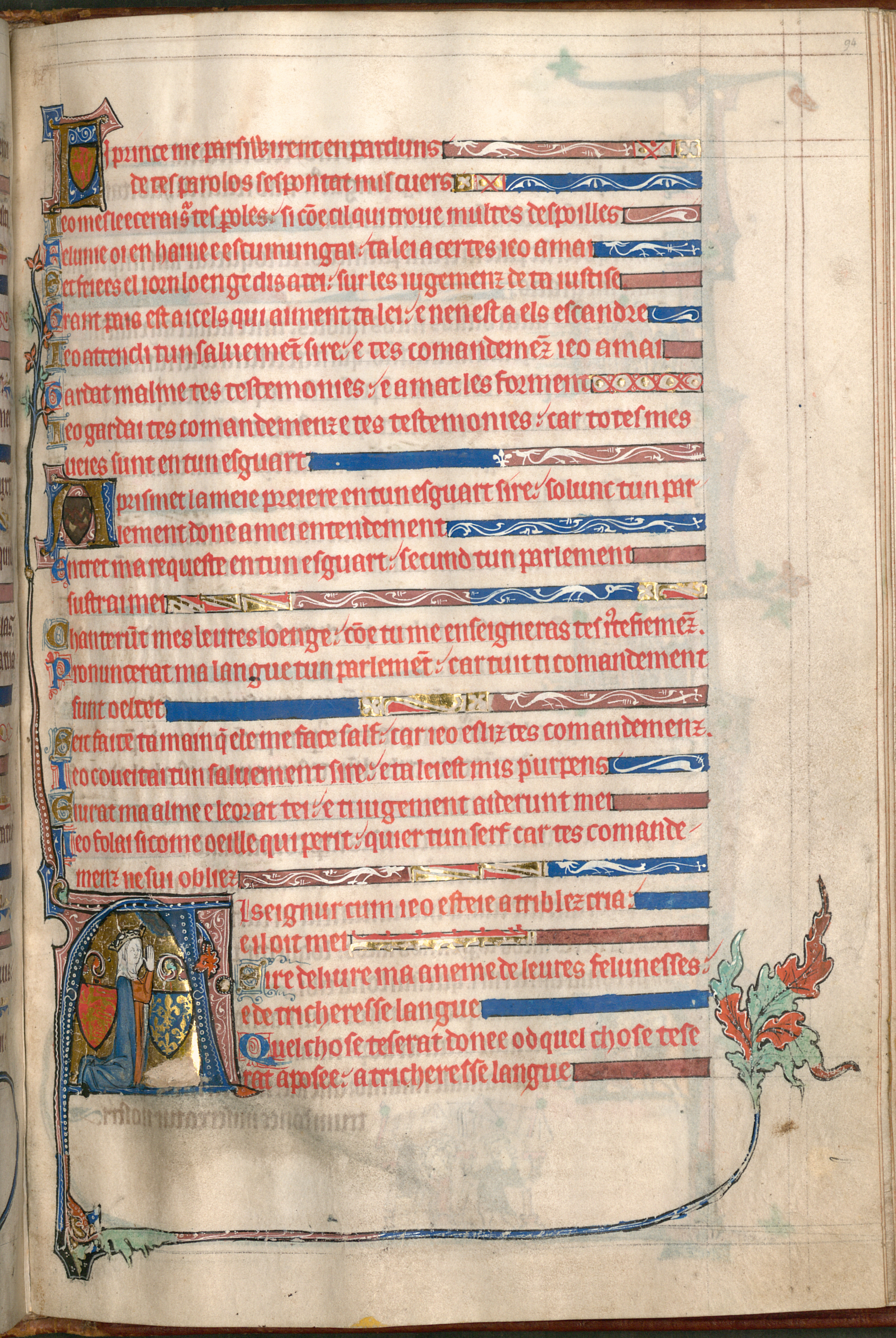
Page du Psautier de la reine Isabelle, offert peut-être à l'occasion de son mariage. Elle est représentée dans la lettrine entre les blasons de France et d'Angleterre.

En dépit de sa jeunesse et de son inexpérience, la nouvelle reine d'Angleterre est bien plus liée à la cour anglaise que nombre de ses prédécesseurs et, par conséquent, mieux à même, semble-t-il, de trouver sa place et d'influer sur le sort de son nouveau pays. Sa tante est la reine douairière Marguerite, qu'Édouard II affectionne particulièrement, ses jeunes beaux-frères Thomas de Brotherton et Edmond de Woodstock sont ses cousins, et le plus puissant comte du royaume, Thomas de Lancastre, comte de Lancastre, n'est autre que son oncle, par sa mère Jeanne de Navarre — Jeanne et Thomas sont issus des deux différents lits de Blanche d'Artois. Et cependant, dès le début, des problèmes apparaissent : avant même que le couple n'ait atteint l'Angleterre, on apprend que le roi a fait don des présents et bijoux offerts par le roi Philippe à son favori Piers Gaveston, comte de Cornouailles. Les oncles d'Isabelle, Charles de Valois et Louis d'Évreux, qui l'accompagnent en Angleterre pour le couronnement, s'alarment bientôt de la façon dont Édouard traite son épouse: à leur arrivée le 7 février 1308, Édouard s'est jeté dans les bras de Gaveston, en l'appelant « frère », conduite qui déplaît grandement à la reine, à ses oncles, et pousse nombre de personnes à s'inquiéter de la force de la relation entre les deux jeunes hommes. Même si Isabelle et son entourage décident de passer outre ce comportement pour le moins inopportun, ils vont devoir très vite affronter une humiliation publique sans commune mesure puisque le couronnement, organisé par Gaveston, va se révéler un fiasco et une insulte envers la nouvelle reine.
Bien que la beauté d'Isabelle ait gagné l'admiration de la cour et que son costume de sacre soit, selon les témoignages, magnifique, il semble que son mari n'ait d'attention qu'envers Gaveston le jour du couronnement, qui a lieu le 25 février. Non seulement outrage-t-il les hauts seigneurs en confiant les plus importantes tâches du cérémonial — dont le soin de porter la couronne de saint Édouard — à son favori, mais l'apparition de ce dernier, vêtu plus somptueusement que le roi lui-même — « si paré qu'il ressemblait plus au dieu Mars qu'à un mortel ordinaire » — d'une robe de pourpre impériale enrichie de perles, couleur réservée normalement aux rois, achève de blesser l'orgueil des seigneurs anglais. L'un d'eux, dit-on, est si outré que « seule la considération qu'il avait pour la sensibilité de la reine et la sainteté de l'abbaye le retinrent d'en venir aux coups dans l'église elle-même ». Soit Gaveston a pris ses dispositions sans le moindre jugement, soit ses ordres ne sont pas suivis, toujours est-il que la journée se déroule dans la confusion et le désordre le plus total. Un chevalier est piétiné à mort par la presse de la foule, les cérémonies sont interminables, la nourriture du banquet n'arrive qu'à la nuit tombée et, de plus, mal cuite, mal présentée et mal servie. Mais la reine et sa suite doivent encore endurer une dernière insulte, puisque le roi préfère s'asseoir aux côtés de Gaveston, dans la salle où des tapisseries suspendues représentent les armes du roi et celles de son favori, alors qu'aucune de celles d'Isabelle n'y figure.

### Cohabitation avec Pierre Gaveston
Reine à douze ans, Isabelle doit rapidement faire preuve d'habileté et d'assurance dans ses premières années de souveraine : le comte de Cornouailles — « un soldat arrogant, ostentatoire », à la personnalité « téméraire et opiniâtre », qui visiblement plaît à Édouard II — règne en maître. Édouard est un personnage original si l'on se réfère aux mentalités médiévales. S'il semble remplir la partition d'un roi Plantagenêt à la perfection — il est grand, bien fait, athlétique et largement populaire parmi la population au début de son règne —, d'autres aspects de sa personnalité l'en éloignent : il se désintéresse de la chasse, des joutes et de la guerre — occupations traditionnellement associées à la noblesse et la royauté. Il apprécie davantage la musique et la poésie mais aussi certains travaux manuels. De plus se pose la question de sa sexualité : il semble avoir autant d'attirance pour les hommes que pour les femmes, à une époque où les relations entre même sexe sont punies de mort, ainsi que le crime de « sodomie ». Mais aucun témoignage de l'époque n'établit avec certitude l'orientation sexuelle du roi. Malgré toutes ses relations à la cour, la reine doit s'en remettre à ses propres instincts, sa tante Marguerite s'étant retirée peu après le couronnement, tandis que ses oncles sont retournés en France. Peu entourée, elle est cependant déterminée à se faire entendre : elle écrit au roi son père pour se plaindre de la place qu'occupe Gaveston auprès de son mari, sans faire secret de son déplaisir, et de ce que ses revenus propres sont insuffisants. L'avènement d'Isabelle s'inscrit dans une période trouble : la plus grande partie des barons anglais désire le départ de Gaveston, tandis que l'autre cherche à l'utiliser pour influer sur le roi. 

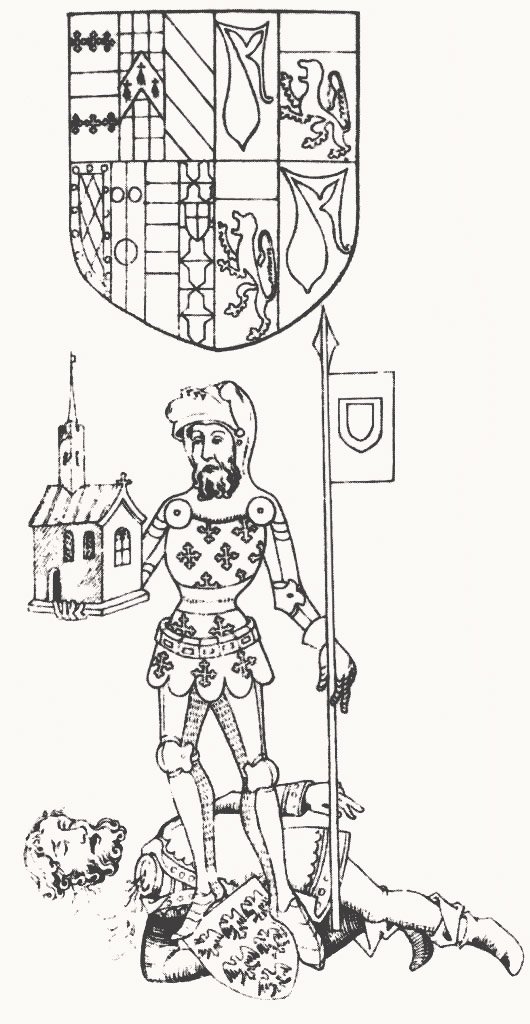
Isabelle parvient tant bien que mal à cohabiter avec Piers Gaveston, représenté ici mort aux pieds de Guy de Beauchamp. Illustration datant du XVe siècle.

Par ailleurs, les relations entre Isabelle et le favori de son époux sont complexes. L'opposition baronniale conduite par le comte Thomas de Lancastre ne cesse de croître, et Philippe le Bel commence à la financer secrètement, usant d'Isabelle et de sa maison comme intermédiaires. La reine douairière Marguerite aurait elle-même réalisé un prêt de 40 000 £ pour soutenir la cause des barons mécontents. Édouard doit se résoudre à exiler son favori une première fois en Irlande en juin 1308, et commence à montrer un plus grand respect envers son épouse, lui accordant de vastes terres et grâces. Ils passent le Noël 1308 ensemble à Windsor. En retour, Philippe le Bel cesse de soutenir l'opposition. Lorsque Gaveston revient en juin 1309, la reine, le roi et le favori semblent vivre ensemble assez pacifiquement. En dépit du temps qu'il passe avec Gaveston, Édouard ne néglige pas la couche de la reine et le couple aura plusieurs enfants, conduisant plusieurs historiens à penser que les relations d'Édouard avec son favori n'ont été que platoniques. Édouard sait que, sans démonstration de respect de sa part pour sa femme, Gaveston ne sera jamais accepté à la cour. Mais cette situation fait apparaître Isabelle comme une alliée du comte de Cornouailles pour le comte de Lancastre. Cependant, Isabelle commence de son côté à se constituer son propre entourage, principalement la famille de Beaumont, opposée elle-même au parti de Lancastre. Avec l'aide de son frère Henri, Isabelle de Beaumont — auparavant confidente de la reine Éléonore de Castille, mère d'Édouard II — devient une amie proche de la jeune reine. 
À l'été 1311, Édouard conduit une campagne malheureuse contre les Écossais menés par leur roi Robert Bruce — durant laquelle le roi et Isabelle n'échappent que de justesse à la capture. Entretemps, les barons exaspérés ont mis sur pied un comité de 21 membres qui, en éditant une série d'ordonnances à fin de réformer le gouvernement du pays et la conduite de la maison royale, gravement endettée, tend à limiter l'autorité du roi. Les Ordonnances de 1311 renferment ainsi des menaces contre Gaveston et prévoient le renvoi d'Henri et d'Isabelle de Beaumont de la cour. En novembre 1311, Gaveston part pour un nouvel exil. Malgré le départ du favori honni, Isabelle fait preuve de bonté envers son épouse Marguerite de Clare, à laquelle elle envoie des présents à la Noël 1311. Au printemps 1312, au retour de Gaveston en dépit de tous les accords, Lancastre prend les armes contre le roi pour le forcer à se débarrasser définitivement de son favori. Bien qu'enceinte de leur premier enfant, Isabelle reste aux côtés d'Édouard, envoyant des lettres véhémentes à ses oncles d'Évreux et de Valois pour obtenir des soutiens. Elle accompagne son époux et son favori dans leur fuite vers Newcastle mais, contre la volonté de la reine, le roi la quitte au prieuré de Tynemouth, dans le Northumberland, alors qu'il tente sans succès d'affronter les barons. Incapable de porter secours à son ami qu'il a laissé d'abord à Scarborough, le roi apprend l'arrestation de Gaveston par Guy de Beauchamp, comte de Warwick, et son exécution par le parti de Lancastre le 19 juin 1312. Édouard est inconsolable et, selon un contemporain, « le roi pleura sur Piers comme pleure un père sur son fils ; car plus grand est l'amour, plus grand est le chagrin ». Mais si Gaveston, la cause des troubles, a disparu, la situation en Angleterre reste profondément instable.

### Rapprochement du couple royal
La perte de Gaveston provoque un rapprochement entre les deux époux, et la reine devient plus influente qu'auparavant. Dès l'annonce de l'exécution du favori, Isabelle envoie des lettres aux barons rebelles, dans le but de les réconcilier avec le roi. Au mois de septembre 1312, Louis d'Évreux est envoyé de Paris à la cour d'Édouard pour l'aider, alors que ce dernier refuse toujours de parlementer avec les responsables de la mort de Gaveston. Il est aidé dans sa tâche par des légats envoyés par le pape Clément V ainsi que par la reine elle-même. Le 13 novembre, Isabelle, qui a alors autour de dix-sept ans, donne le jour à Windsor à un fils, Édouard. La naissance d'un héritier tempère quelque peu la colère d'Édouard II et le place désormais en position de force par rapport aux barons. Les rapports intimes du couple royal ne s'interrompent pourtant pas puisqu'en novembre 1313, il semble qu'Isabelle ait fait une fausse-couche, et trois autres enfants verront le jour par la suite. En dépit des remous des premières années de leur mariage, les relations entre le roi et la reine s'améliorent à la suite de la naissance de leur premier fils : Édouard dispense plusieurs fois son pardon, ou distribue terres, argent et offices, à la demande de son épouse. Isabelle obtient de son époux qu'il favorise sa parentèle, dont la famille de Beaumont, farouchement hostile au parti du comte de Lancastre. Le 20 décembre 1312, le roi consent enfin à négocier une trêve avec les assassins de Gaveston. Toutefois, les négociations se poursuivent pendant plusieurs mois jusqu'en octobre 1313, lorsqu'Isabelle réussit une médiation entre le roi et ses barons, aidée du comte de Gloucester, qui est le beau-frère de Gaveston. Cet accord restaure provisoirement la tranquillité au sein du royaume mais la rancune d'Édouard demeure encore. 

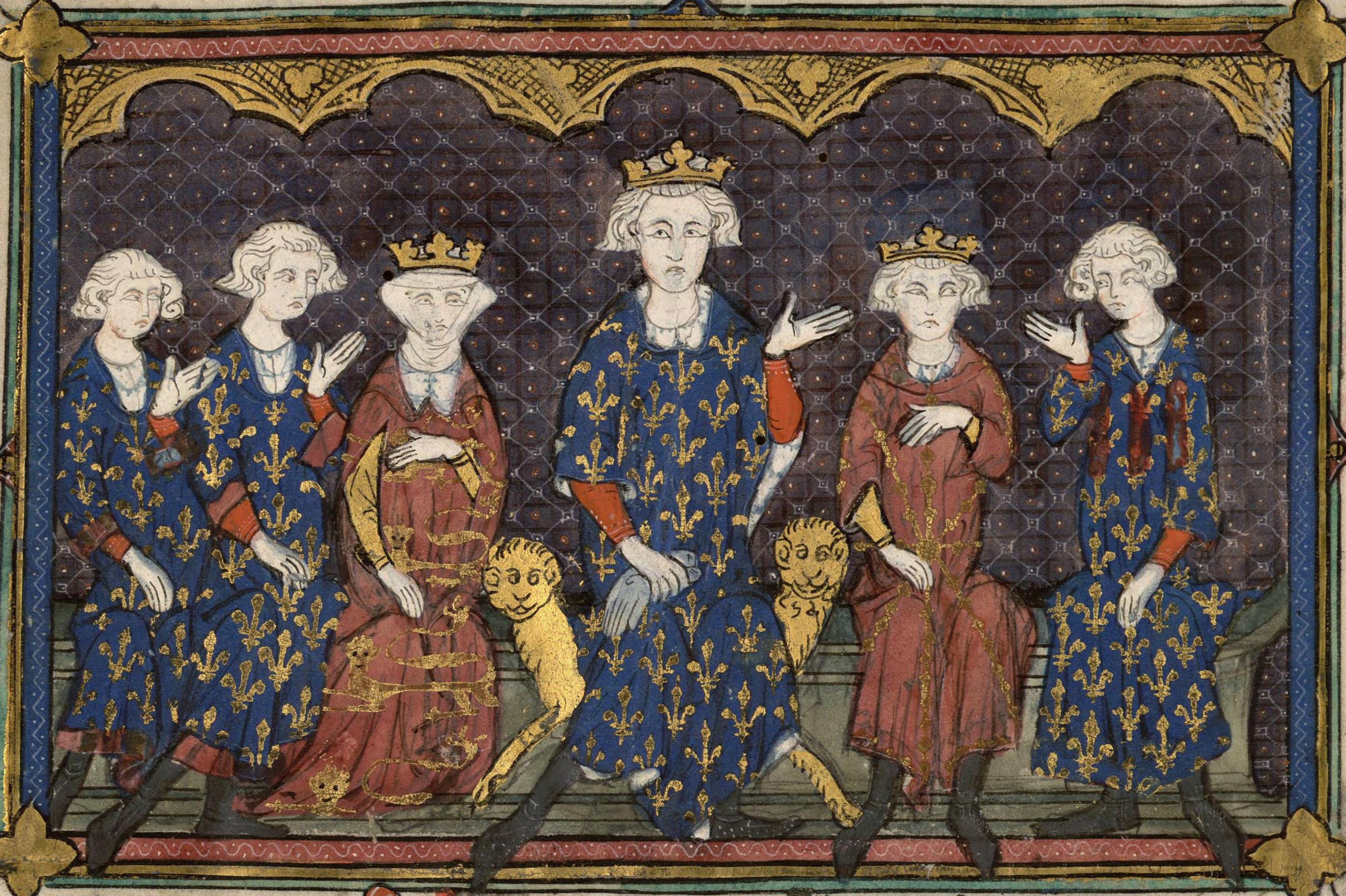
Principaux protagonistes de l'affaire de la tour de Nesle, un an après le scandale. Philippe IV le Bel (au centre) et sa famille : de gauche à droite, ses fils Charles IV et, sa fille Isabelle, lui-même, son fils aîné et héritier Louis X, et son frère Charles de Valois. Illustration de 1315.

Le respect et la considération dont Édouard témoigne à sa femme durant ces années rassurent la famille de la reine, en France, qui garde un œil sur les affaires d'Angleterre. En mai 1313, dans le but d'obtenir plus profondément le soutien du roi de France face à ses adversaires, Édouard se rend avec son épouse en France. Le voyage est agréable, ponctué de festivités — bien qu'Isabelle soit victime de l'incendie de sa tente, qui ravage toutes ses possessions et la blesse grièvement à la main et au bras. Mais ce voyage d'Isabelle est resté célèbre pour une tout autre raison : c'est à cette occasion que va débuter ce qui deviendra la désastreuse affaire de la tour de Nesle. Lors d'un spectacle de marionnettes satiriques, Isabelle offre des bourses brodées à ses trois frères et leurs femmes respectives, Marguerite, Jeanne et Blanche de Bourgogne. Après l'assurance du renouvellement du soutien français dans la lutte contre les barons anglais et la résolution des tensions entre les deux royaumes au sujet du duché d'Aquitaine, Édouard et Isabelle reviennent en Angleterre en juillet. Plus tard, en décembre de la même année, à l'occasion d'un grand dîner donné en l'honneur de leur retour à Londres, Isabelle croit s'apercevoir que deux des bourses offertes à ses belles-sœurs pendent aux ceintures de deux chevaliers normands, Gauthier et Philippe d'Aunay et suspecte les deux hommes de rapports illicites avec les princesses françaises.
Lors de sa nouvelle visite en France en avril 1314 sous le prétexte de finaliser l'accord concernant l'Aquitaine, Isabelle fait part à son père Philippe le Bel de ses soupçons. Sur ses conseils, le roi Philippe fait mener une enquête et, au grand scandale de tous, il apparaît que deux des trois princesses — à savoir Marguerite et Blanche, respectivement épouses de Louis et de Charles — ont pris les frères d'Aunay pour amants. Cette attitude est certes moralement inacceptable mais surtout dynastiquement catastrophique, puisque pouvant entacher la légitimité de toute la descendance des fils de Philippe IV. Le roi est sans pitié : les frères d'Aunay sont arrêtés, torturés puis exécutés tandis que les princesses sont emprisonnées. Seule l'une d'entre elles — Jeanne, l'épouse du futur Philippe V — parviendra à convaincre son époux de son innocence et à se réconcilier avec lui. L'avenir de la dynastie des Capétiens est sérieusement ébranlé et il a été par la suite suggéré que le scandale avait été l'une des causes principales du décès subit de Philippe le Bel, survenu en novembre 1314. Certains historiens pensent qu'Isabelle a révélé toute l'affaire dans le seul but d'écarter de la succession au trône de France la progéniture de ses trois frères et d'assurer la couronne à son fils Édouard. Cette hypothèse est jugée peu probable par la majorité des chercheurs, puisque la reine aurait dû espérer que ses trois frères ne se remarient pas : or, Louis X et Charles IV ont par la suite tous deux conclu de nouvelles noces. Quel qu'ait été le véritable but d'Isabelle lors de sa venue, sa réputation en France en souffrira durablement, à cause du rôle qu'elle aura joué dans cette affaire.

### Montée des tensions
Si ce scandale n'a pu manquer d'avoir un impact sur l'orgueilleuse Isabelle, d'autres sujets de préoccupations habitent la jeune femme en Angleterre. Au nord, la situation tourne au pire lorsqu'en juin 1314, Édouard tente de repousser les Écossais dans une nouvelle campagne, qui s'achève par la catastrophique bataille de Bannockburn. Les barons rejettent la responsabilité de l'échec sur le roi et le contraignent dès le mois de septembre à accepter de gouverner avec l'aide du comte de Lancastre. Isabelle reste loyale envers son époux et freine l'influence de Lancastre à la cour en approfondissant ses liens avec ses ennemis, les Beaumont. Lancastre, fort de son nouveau pouvoir, se retourne immédiatement contre sa nièce et son entourage, réduisant le train de sa maison, qu'il harcèle. Parallèlement, la « Grande Famine » s'abat sur l'Angleterre entre 1315 et 1317, provoquant une importante mortalité et accroissant les problèmes financiers. Malgré la naissance de son second fils Jean d'Eltham, le 15 août 1316, puis de sa fille Aliénor de Woodstock, le 18 juin 1318, la situation d'Édouard reste précaire. Dès novembre 1316, l'habileté d'Isabelle est de nouveau requise quand, avec l'aide du comte de Hereford, elle aide à la conclusion d'une paix provisoire entre Édouard et son oncle Thomas de Lancastre. En août 1318, elle participe également aux négociations du traité de Leake. 
Le pays commence toutefois à se détacher de son souverain. L'affaire autour de John Deydras et son impopularité le prouve : en 1318, un jeune clerc, John Deydras, apparaît à Oxford en se prétendant être le « vrai » Édouard II, échangé au berceau. La rumeur se propage rapidement, trouve écho et si, finalement, Deydras est arrêté et exécuté, il semble que toute cette histoire ait profondément contrarié Isabelle. Devant l'affaiblissement du pouvoir royal et la perte d'autorité de son mari, Isabelle décide d'asseoir sa propre position, en prenant une part croissante dans le gouvernement en assistant au conseil, ou en acquérant de nouvelles terres: ayant reçu à la mort de sa tante Marguerite en février 1318 le comté de Ponthieu afin d'augmenter ses revenus propres, Isabelle reçoit par la suite la jouissance de son douaire. Aussi, lorsque James Douglas, chef de guerre écossais, fait le pari de capturer la reine en personne et y parvient presque en septembre 1319 à York où elle se trouve alors — Isabelle ne doit son salut qu'à la fuite —, suspecte-t-on Lancastre d'intriguer contre la reine. L'un des chevaliers d'Édouard II, Edmund Darel, est arrêté sous l'accusation d'avoir révélé l'emplacement de la reine, mais sans preuves réelles. En juin 1320, Isabelle et son mari retournent en France, après qu'Isabelle soit parvenue à faire fléchir Édouard, qui vient enfin rendre hommage au nouveau roi, Philippe V, deuxième frère d'Isabelle, pour le comté de Ponthieu. Ils en profitent pour convaincre encore et toujours le roi de France de fournir de nouvelles troupes contre les barons anglais.
Cependant, le couple royal ne vit ni en paix ni en harmonie. De façon récurrente, Édouard, qui a pourtant tout fait pour hâter son mariage, répète à son épouse qu'il l'a épousée contre sa volonté et lui fait reproche des querelles constantes entre la France et l'Angleterre. Pour une jeune femme aussi fière, l'humiliation est dure, d'autant plus que son époux continue à se divertir dans des activités rustiques, en compagnie de gens sans condition, ce qui alimente à travers les cours d'Europe la rumeur de sa bâtardise et, par conséquent, la honte de la reine. Des signes de discorde à l'intérieur du couple et d'indépendance de la part d'Isabelle peuvent être remarqués à l'occasion de l'élection de l'évêque de Rochester, en mars 1317 : Isabelle, avec le soutien du comte de Pembroke, un modéré aux fortes attaches françaises, recherche audacieusement l'approbation du pape Jean XXII au bénéfice de son confesseur, un certain Jean de Puteoli, contre Hamo Hethe, approuvé par Édouard. Avec le temps, Isabelle donne la preuve d'être plus que capable d'exercer une influence : en février 1317, à la demande de sa femme, Édouard soutient la candidature d'un membre de sa parentèle, Louis de Beaumont — frère d'Henri et d'Isabelle de Beaumont —, à l'évêché de Durham. Mais la jeune femme semble s'être d'abord satisfaite de son rôle de reine et soutien de son époux et, sans Gaveston pour le guider, ce dernier est bien obligé de se fier à ses conseils. Peut-être Édouard ressent-il le poids croissant de son épouse comme une gêne, mais vu les rapports tendus avec les barons anglais et les problèmes avec la France, le roi ne peut qu'être reconnaissant à son épouse de son soutien constant — qu'il l'admette ou non — dans ses relations avec son puissant voisin et ses vassaux, qui lui est vital.

### Ascension des Despenser
C'est dans cette période de troubles que s'élèvent alors les deux nouveaux favoris royaux, à la consternation d'Isabelle : le seigneur Hugues le Despenser l'Aîné, qui est devenu l'un des plus fervents soutiens du roi peu après l'exécution de Gaveston quelques années auparavant, et son fils, également prénommé Hugues. C'est avec le fils, Hugues le Jeune, qui a le même âge que lui, qu'Édouard se montre le plus intime — en effet, il est son neveu par alliance, marié à Éléonore de Clare, fille de Jeanne d'Angleterre, sœur du roi, et de Gilbert de Clare. Il a été assez généralement suggéré qu'ils ont entamé une relation d'ordre sexuelle à partir de l'entrée de Hugues le Jeune à la cour en octobre 1318. Ironie du sort, Hugues le Jeune, apparenté aux Beauchamp de Warwick par sa mère, a un temps été un féroce opposant à Gaveston. Selon les chroniques, Hugues est un ambitieux, qui devient les oreilles et les yeux du roi, et son principal conseiller contre les comtes et barons anglais. Mais alors qu'Isabelle avait pu travailler de conserve avec Gaveston, il apparaît vite qu'un tel compromis ne sera jamais possible entre la reine et le nouveau favori. Les Despenser sont à la fois opposés au parti de Lancastre, mais aussi à leurs alliés des Marches galloises, où les Despenser ont des possessions. Il est dès lors logique qu'ils se rapprochent d'Édouard II, qui songe toujours à venger l'exécution de Gaveston. Comme Gaveston avant lui, Hugues le Jeune s'attire la haine des barons, principalement ceux des Marches conduits par Roger Mortimer de Chirk et son neveu Roger Mortimer de Wigmore, qui voient d'un mauvais œil son ingérence dans l'héritage de Gower à partir d'octobre 1320.
En mai 1321, les barons des Marches galloises passent à l'action : au cours d'une campagne-éclair menée dans les possessions d'Hugues le Jeune, les rebelles neutralisent tous ses partisans et réclament le bannissement du favori. Le roi refuse d'obtempérer et ordonne à ses vassaux de se disperser. Toutefois, la situation devient intenable pour Édouard lorsqu'il apprend que le comte de Lancastre et ses alliés du nord du royaume ont décidé de rejoindre les barons des Marches. Le 1er août, fort de ses troupes postées devant Londres, Thomas de Lancastre demande le départ des Despenser. Alors que la capitale se prépare à résister à un siège des barons rebelles, le comte de Pembroke demande à Isabelle d'agir, afin d'éviter la guerre civile. La reine, qui vient tout juste de donner naissance à sa fille Jeanne de la Tour le 5 juillet, est encore brouillée avec la faction rivale de Lancastre et n'a que peu de marge de manœuvre pour intervenir. Isabelle s'agenouille publiquement devant le roi pour le supplier d'exiler les Despenser, lui donnant ainsi l'occasion de sauver la face en accédant à une supplique. Toutefois, si le roi se soumet et prononce le renvoi des Despenser le 14 août, il n'attend en fait qu'une occasion pour rappeler ses deux favoris et se venger de ses vassaux,. L'intercession d'Isabelle pour sauver la paix a néanmoins contribué à la rendre populaire auprès de ses sujets, mais le royaume reste fragile et les efforts d'Isabelle ont peu d'effets à long terme, que ce soit dans son ménage ou à l'extérieur. 
Malgré ce court répit, dès l'automne de la même année, les tensions entre les deux factions sont au point le plus haut. Des armées sont mobilisées par tout le pays. La déflagration est provoquée par un incident célèbre, dont les historiens pensent qu'il a été orchestré par Édouard lui-même,. Isabelle entreprend un pèlerinage en octobre 1321 à Cantorbéry, durant lequel elle quitte la route habituelle pour faire halte au château de Leeds — une des propriétés personnelles des reines d'Angleterre —, une forteresse qu'Édouard avait cédée à Bartholomew de Badlesmere, lieutenant de la maison du roi mais qui a rejoint l'opposition en juin précédent. Badlesmere absent, Isabelle se voit refuser catégoriquement l'entrée du château de Leeds par l'épouse de ce dernier, Marguerite de Clare : six des hommes d'Isabelle périssent dans l'échauffourée qui suit, et Édouard prend promptement pour prétexte l'insulte faite à la reine pour attaquer les barons. Tandis qu'Édouard organise ses forces et assiège Leeds, Isabelle se voit confier le Grand sceau d'Angleterre et le contrôle de la chancellerie royale depuis la Tour de Londres. Après s'être rendue aux forces royales le 31 octobre, la baronne Badlesmere et ses enfants sont conduits à la Tour de Londres, et treize des hommes de la garnison de Leeds pendus. En janvier 1322, l'armée d'Édouard, accrue de celle des Despenser de retour, défait les Mortimer dans les Marches. Enfin, Thomas de Lancastre est capturé à l'issue de la bataille de Boroughbridge le 16 mars, et exécuté le 22. Le roi triomphe au Parlement d'York en mai de la même année en abrogeant les Ordonnances de 1311.

### Le «règne des Despenser»

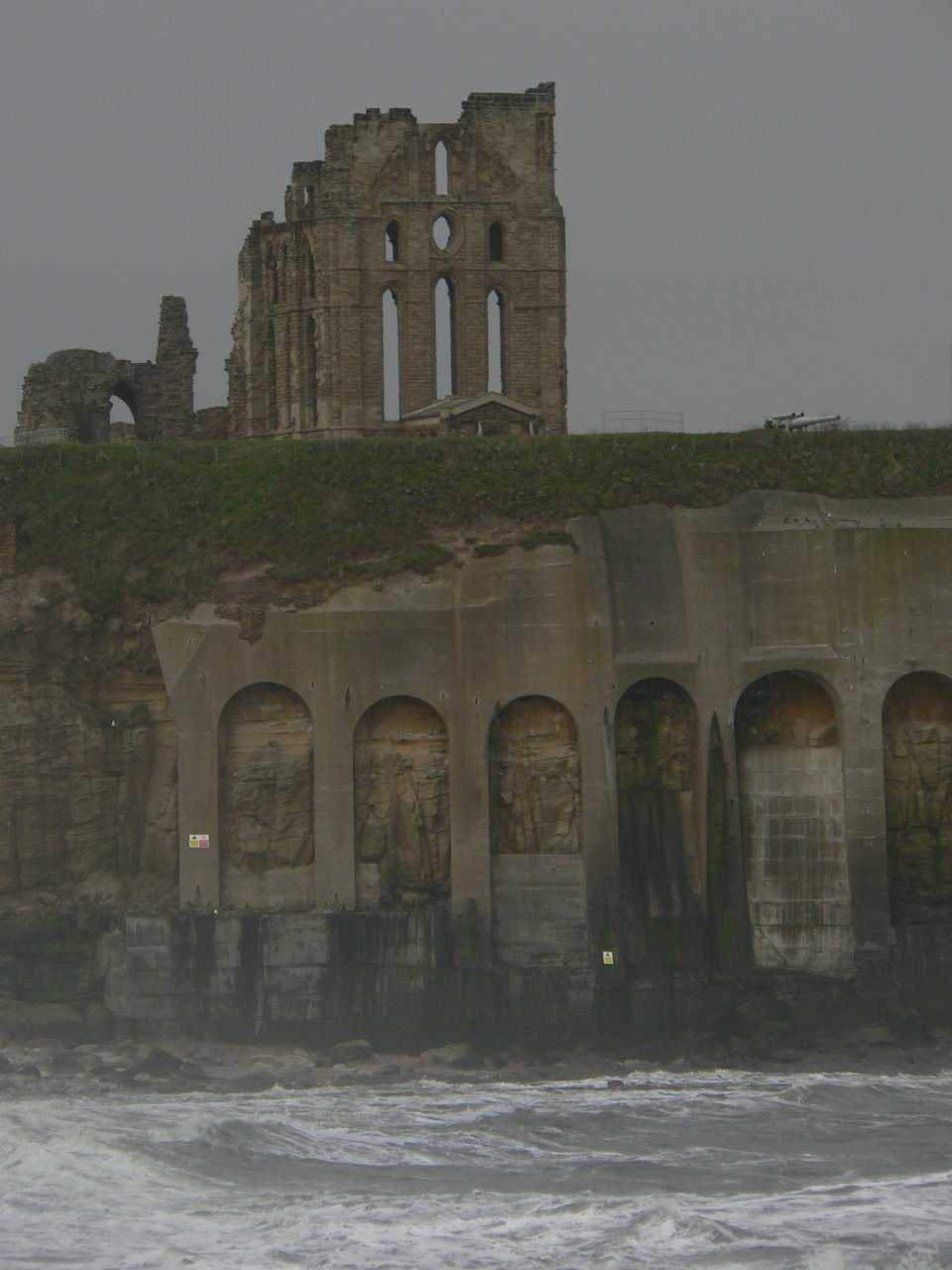
Le prieuré de Tynemouth, vu depuis la mer, d'où Isabelle parvient de justesse à échapper à l'armée écossaise lors de la désastreuse campagne de 1322.

Édouard triomphant, l'ambition des Despenser se met à atteindre des niveaux jamais atteints et Isabelle comprend par elle-même qu'un rival bien plus dangereux que Gaveston l'a supplantée : Gaveston n'avait jamais blessé son intelligence politique. Hugues le Jeune est à présent solidement établi comme le nouveau favori du roi, et ensemble, durant les quatre années suivantes, ils vont imposer à l'Angleterre un sévère gouvernement et « une revanche d'ampleur », caractérisée par des confiscations de terre et des exécutions ainsi que des punitions touchant aux membres élargis des familles, dont les femmes et les enfants. Les contemporains condamnent tous ce comportement, qui semble avoir également touché la reine: certaines des épouses de rebelles sont ses amies. De plus, les Despenser refusent également de payer les pensions dues à la reine, ou de lui rendre les châteaux de Marlborough et de Devizes. Déjà, immédiatement après la bataille de Boroughbridge, Édouard a commencé à se montrer moins généreux avec Isabelle, et aucune des prises de guerre ne lui est revenue. Pire encore, plus tard dans l'année 1322, Isabelle va se retrouver au centre d'un nouvel échec militaire d'Édouard, alors qu'il a repris sa lutte contre l'Écosse, et qui va définitivement empoisonner les rapports de la reine tant avec son mari qu'avec les Despenser.
Isabelle et Édouard voyagent vers le nord, au début de la campagne d'automne 1322. À la suite de la désastreuse bataille d'Old Byland, Édouard chevauche plus au sud, apparemment pour lever de nouvelles troupes, envoyant Isabelle au prieuré de Tynemouth. L'armée écossaise marchant également vers le sud, Isabelle se préoccupe de sa propre situation et demande de l'aide à Édouard. Tout d'abord, son mari propose de lui envoyer les forces des Despenser, mais Isabelle refuse catégoriquement, préférant des troupes loyales. Faisant rapidement retraite vers le sud avec les Despenser, Édouard échoue à débloquer la situation, laissant Isabelle et sa maison coupées de l'armée anglaise par les Écossais, les côtes étant surveillées par les forces navales flamandes, alliées de l'Écosse. La situation est précaire : Isabelle est obligée de faire appel à un groupe d'écuyers de sa propre escorte pour tenir à distance l'armée ennemie qui avance, tandis que le reste réquisitionne un navire. Les combats se poursuivent alors même qu'Isabelle et sa suite font leur retraite sur le vaisseau, deux des suivantes d'Isabelle trouvant la mort. Une fois à bord, Isabelle parvient à échapper aux navires flamands, accostant plus au sud, puis reprenant sa route vers York. Isabelle est furieuse, tant envers Édouard qui, selon elle, l'a abandonnée aux Écossais, qu'envers les Despenser, qui ont poussé Édouard à la retraite plutôt que de la secourir. De son côté, Édouard rejette la faute sur Louis de Beaumont, évêque de Durham et allié régional d'Isabelle.
Sur les conseils des Despenser, Isabelle se retrouve bientôt isolée, ses accès au roi réduits. Les heures d'amertume subies sous Gaveston reviennent, mais bien plus aiguës, et Isabelle devient la plus implacable ennemie des favoris royaux. À dater de novembre 1322, dans les faits, Isabelle se sépare de son mari, le laissant vivre avec Hugues le Jeune. Isabelle quitte alors la cour pour un pèlerinage de dix mois. À son retour en 1323, la brouille persiste, qu'Isabelle impute aux Despenser : elle réitère ses plaintes auprès du nouveau roi de France Charles IV, troisième et dernier frère d'Isabelle. La biographe Agnes Strickland affirme qu'Isabelle a écrit à son frère qu'elle n'est « pas plus considérée que la plus petite servante dans le palais de son époux ». La reine est maintenant sous l'entière dépendance d'Édouard, qui lui a ôté la liberté de ses revenus. Nouveau crime de lèse-majesté pour la jeune souveraine, l'épouse de Hugues le Jeune, Éléonore de Clare — nouvelle ironie du sort, Éléonore était la sœur de l'épouse de Gaveston —, est nommée intendante de la maison de la reine, avec permission de lire toute la correspondance royale, et d'avoir connaissance de tous ses envois. En septembre 1324, sous la pression de Hugues le Jeune qui le contrôle désormais, Édouard, arguant du fait que les relations avec la France vont empirant, confisque les possessions personnelles de la reine, prend le contrôle de sa maison, et fait arrêter et emprisonner toute sa suite française. Ses plus jeunes enfants lui sont enlevés et confiés à la garde des Despenser. Selon Agnes Strickland, Édouard aurait déclaré « qu'il considérait dangereux de permettre qu'une quelconque partie de ses territoires restât entre les mains de la reine, étant donné qu'elle entretenait une correspondance secrète avec les ennemis de l'État ». Isabelle comprend alors que sa position est désespérée. La reprise des hostilités dans le duché d'Aquitaine, confisqué en juillet 1324 par son oncle Charles de Valois, chef de l'ost français, va donner à Isabelle l'occasion d'échapper à sa situation intolérable.

## La reine en rupture avec son époux
En 1325, le mariage d'Isabelle et d'Édouard II est fini, et la reine doit affronter des pressions accrues de la part d'Hugues le Jeune. Ses terres confisquées, ses enfants éloignés d'elle, les membres de sa maison arrêtés, Isabelle doit réfléchir à une nouvelle stratégie. Quand le frère d'Isabelle, le roi Charles IV de France, s'empare des possessions françaises d'Édouard, la reine retourne en France, initialement chargée de négocier un nouveau traité de paix entre les deux souverains. Mais sa présence au sein de la cour de France en fait bientôt un point de ralliement de nombreux seigneurs anglais opposés au gouvernement du roi Édouard. Alliée à Roger Mortimer, Isabelle rassemble une armée contre son mari, et revient en Angleterre : en une campagne éclair, la reine s'empare du pays. Les Despenser sont arrêtés, exécutés et Édouard forcé à abdiquer — le reste de sa vie et son possible assassinat demeurent un vif sujet de discussions parmi les historiens. 

### Ambassade en France
Édouard II, en tant que duc d'Aquitaine, doit rendre hommage au roi de France pour ses possessions gasconnes. Les trois frères d'Isabelle n'ayant eu que des règnes très brefs, Édouard a réussi à éviter l'hommage auprès de Louis X, et n'a consenti à celui de Philippe V que sous la pression en 1320. À l'avènement de Charles IV en 1322, Édouard tente à nouveau d'échapper à la cérémonie, provoquant de nouvelles crispations entre les deux cours. Un des éléments de discorde est la province frontière de l'Agenais où la construction d'une bastide par un vassal français, à Saint-Sardos, en octobre 1323, a fait monter la tension. Les forces gasconnes conduites par le sénéchal Ralph Basset ont détruit la bastide et, en représailles, Charles IV a attaqué la ville anglaise de Montpezat. Si l'assaut est un échec, l'oncle d'Isabelle, Charles de Valois, a cependant réussi à neutraliser le contrôle de la région par les Anglais. En juillet 1324, Charles IV déclare la confiscation des biens d'Édouard, et envahit l'Aquitaine, à l'exception des zones côtières. Le 22 septembre, assiégé dans La Réole, le comte de Kent Edmond de Woodstock — demi-frère du roi d'Angleterre — est contraint de capituler face aux troupes de Charles de Valois et négocie une trêve de six mois. 
Apprenant la défaite anglaise, Édouard ne peut que traiter avec son beau-frère, qui exige entre autres l'hommage du roi d'Angleterre pour l'Aquitaine. Mais Édouard ne veut toujours pas se rendre en France pour y rendre hommage car la situation en Angleterre est instable. Il y a eu une conspiration visant à assassiner le roi et Hugues le Jeune, la rumeur ayant couru qu'un magicien, Jean de Nottingham, avait été engagé pour les tuer au moyen de la nécromancie. De plus, des bandes criminelles occupent une bonne partie du pays. Édouard sait que s'il quitte le pays, ne serait-ce que peu de temps, les barons prendront les armes pour renverser les Despenser. Charles IV envoie un message au pape Jean XXII pour l'informer qu'il est prêt à lever la confiscation si Édouard cède l'Agenais et rend hommage pour le reste des terres. Le pape propose d'envoyer Isabelle comme négociatrice — Isabelle et son frère Charles s'aiment beaucoup — et la reine y voit une occasion de secouer le joug des Despenser. Isabelle ayant déjà prouvé son efficacité comme diplomate au cours de la décennie précédente, et aucun signe d'amélioration ne se faisant jour du côté français, Édouard ne peut que s'y résoudre, de mauvaise grâce. La maison de la reine est recomposée avant son départ pour Paris en mars 1325 et, bien qu'une réconciliation soit ménagée entre Isabelle et les Despenser — qui se réjouissent à court terme de la voir s'éloigner —, le bruit court déjà que la reine ne reviendra pas en Angleterre tant que les favoris y demeureront. Isabelle promet toutefois à son époux d'être de retour dès l'été. 

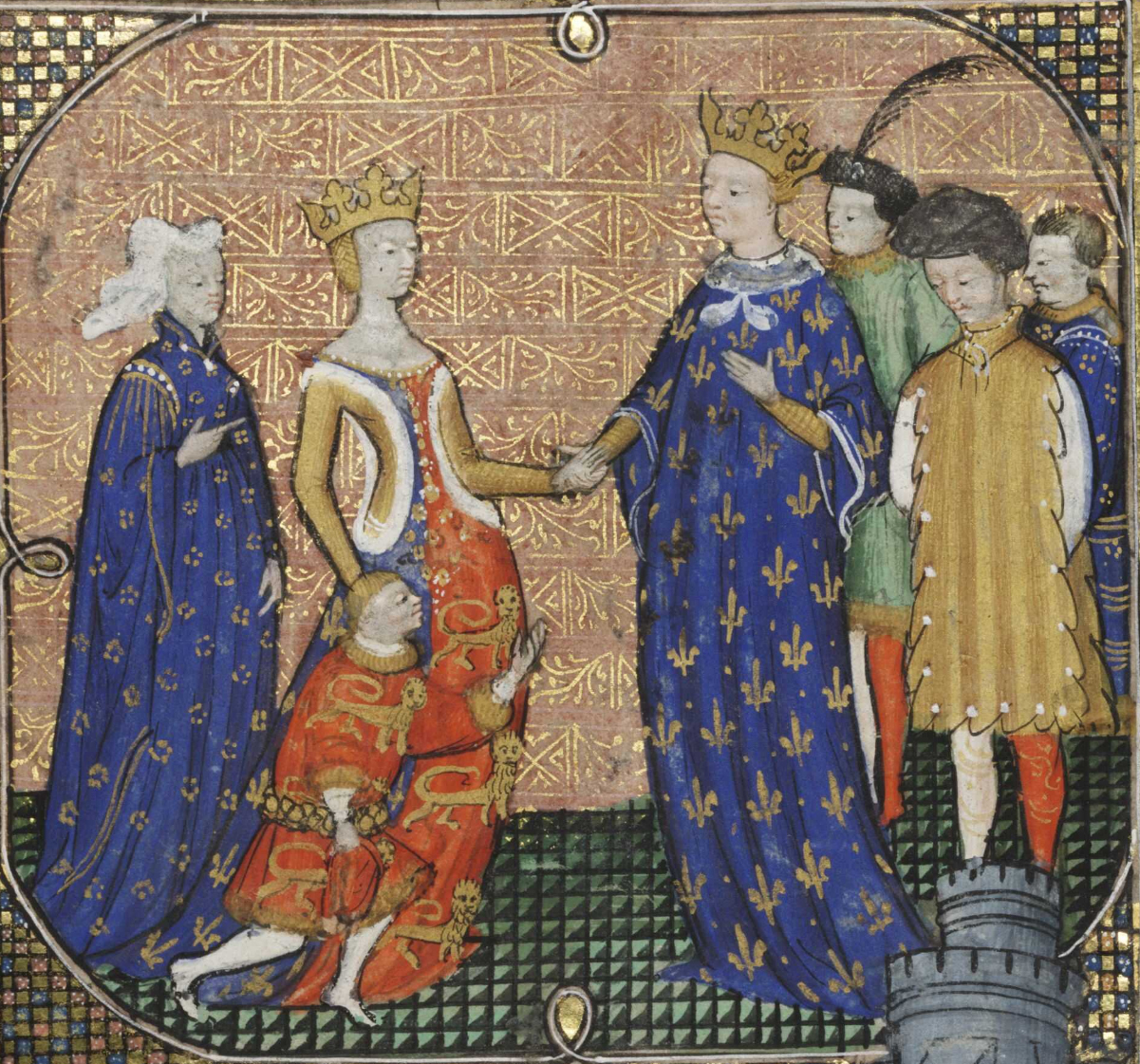
Le futur Édouard III d'Angleterre rendant hommage en septembre 1325 à Charles IV de France sous l'égide d'Isabelle, mère d'Édouard et sœur de Charles. Miniature.

À Paris, Isabelle parvient à ménager une trêve en Aquitaine dès le 30 mai 1325. Le traité de paix est défavorable à l'Angleterre et souligne la nécessité pour Édouard II de se montrer conciliant en renonçant à l'Agenais. Charles IV approuve le traité dès le 31 mai et Édouard fait de même le 13 juin. Selon l'historien Paul Doherty, un traité sensiblement désavantageux pour Édouard permettrait de discréditer les Despenser, comme le recherchent sans doute autant Isabelle que le roi de France. Bien qu'Édouard fasse ses préparatifs pour venir rendre l'hommage à son beau-frère, il fait savoir au roi de France le 24 août qu'il se sent malade, alors qu'il est sur le point d'embarquer à Douvres, et envoie une délégation à Paris menée par l'évêque de Winchester. La mission envoyée en France est chargée de préparer la cérémonie. Toutefois, au vu du retard prolongé du roi Édouard, Isabelle suggère à l'évêque que son fils aîné Édouard, comte de Chester et héritier du trône alors âgé de douze ans, vienne rendre hommage au nom de son père. Édouard II accepte la proposition de son épouse et transfère à son fils les titres de duc d'Aquitaine et de comte de Ponthieu. Le 12 septembre, le jeune prince quitte l'Angleterre et arrive quelques jours plus tard à la cour de son oncle Charles IV, où l'hommage se déroule le 24. La venue en France de son fils va favoriser les ambitions futures d'Isabelle.

### Alliance avec Roger Mortimer
En effet, Isabelle, au lieu de repartir pour l'Angleterre, décide de rester à Paris avec son fils après la cérémonie. Pendant ce temps, les rapports de l'agent d'Édouard, Walter de Stapledon, évêque d'Exeter, ainsi que d'autres, deviennent tendus. Tout d'abord, la reine a publiquement réprimandé Stapledon pour son adhésion aux Despenser. Par ailleurs, les ennemis d'Édouard II se rassemblent à la cour de France et menacent les émissaires royaux. Enfin, Isabelle s'habille en veuve et dit tout haut que Hugues le Jeune a brisé son mariage « qui est un lien entre mari et femme, et que jusqu'à ce que l'intermédiaire [Hugues le Jeune] qui les divise soit parti, elle vivra seule ou dans un couvent ». Au Palais de la Cité, Isabelle réunit une véritable cour en exil autour d'elle, incluant les comtes de Kent et de comte de Richmond. Édouard II commence à envoyer de pressantes lettres au pape et à Charles IV, s'inquiétant de l'absence de sa femme, mais sans résultat. Charles IV lui répond que « la reine est venue de sa propre volonté et repartira librement si elle le désire. Mais si elle préfère rester ici, elle est ma sœur, et je refuse de la chasser ». En effet, maintenant qu'elle détient le prince héritier, Isabelle saisit l'occasion de sa revanche. Officieusement, il semble qu'Isabelle se soit assurée de la protection de son frère en lui révélant que si elle retournait en Angleterre, sa vie serait menacée à la fois par les Despenser et par le roi qui semble, dans un accès de rage, avoir juré de déchirer Isabelle entre ses dents s'il n'avait pas d'arme à côté de lui pour la tuer. Naturellement, le roi de France se range du côté de sa sœur, même si on peut penser que le pragmatique souverain a dans l'idée que ce soutien peut lui faire recouvrer, à terme, l'Aquitaine. D'ailleurs, Charles IV continue à refuser la restitution des terres à Édouard, qui aboutit à un accord provisoire au début de l'année 1326, aux termes duquel Édouard recouvre l'administration des territoires demeurant anglais, tandis que le roi de France continue à occuper le reste,. Pendant ce temps, Édouard II continue à réclamer sa femme et son fils, toujours en vain : le roi de France « ne lui [Isabelle] permettrait pas de revenir sans la garantie qu'elle fût à l'abri du démon qui la menaçait à travers les Despenser ». 
À Paris, Isabelle passe de plus en plus de temps avec les exilés anglais, le baron Roger Mortimer de Wigmore en particulier. Bientôt se répand à travers les cours européennes le bruit que la reine d'Angleterre, sous l'influence du baron exilé, comploterait activement contre son mari. Mortimer est un puissant seigneur des Marches galloises, marié à la riche héritière Jeanne de Geneville, dont il a douze enfants. Il a été emprisonné à la Tour de Londres à la suite de sa capture en 1322 durant la guerre des Despenser. Son oncle Roger Mortimer de Chirk est demeuré incarcéré, mais Mortimer a réussi à s'échapper de la Tour en août 1323, en perçant un trou dans le mur de sa cellule puis en passant sur le toit, avant d'utiliser une échelle de corde fournie par un complice et de s'échapper par la Tamise et prendre la direction de la France. Les écrivains victoriens émettent l'idée que la reine aurait déjà été en relation avec Mortimer à cette époque, et qu'elle l'aurait aidé à s'évader, mais il n'y a aucune preuve certaine de cette allégation avant qu'ils ne se rencontrent à Paris en décembre 1325,. Mortimer est à cette occasion conduit auprès de la reine par la cousine d'Isabelle, la comtesse Jeanne de Valois, épouse de Guillaume Ier de Hainaut, de Hollande et de Zélande, qui semble l'avoir approchée dans le but d'un mariage entre le prince Édouard et la fille de la comtesse, Philippa, qui unirait leurs deux familles. Une éventuelle liaison entre Mortimer et Isabelle débute peut-être avant février 1326. Si c'est le cas, Isabelle prend un énorme risque en faisant cela : l'adultère féminin est un des plus lourds crimes dans l'Europe médiévale, comme l'affaire de la tour de Nesle l'a montré — les deux belles-sœurs coupables d'Isabelle, Marguerite et Blanche de Bourgogne, sont d'ailleurs mortes incarcérées. Les motivations d'Isabelle sont sujettes à discussion : certains historiens s'accordent sur la forte attirance sexuelle des deux protagonistes, tandis que d'autres insistent davantage sur leur intérêt commun pour le cycle arthurien, leurs goûts pour les beaux-arts et la magnificence. Un historien a décrit leur possible liaison comme l'une des « grandes romances du Moyen Âge ». Mais Isabelle et Mortimer partagent aussi le même ennemi : le régime d'Édouard II et des Despenser.
En mars 1326, des rumeurs circulent encore disant qu'Isabelle pourrait regagner l'Angleterre. En mai, le pape Jean XXII tente une conciliation, mais impliquant un éloignement des Despenser, Édouard II refuse de l'envisager, jurant cependant de recevoir honorablement sa femme et son fils s'ils reviennent en Angleterre. Devant le refus persistant d'Isabelle, les Despenser parviennent à convaincre le roi de déclarer la reine et son fils hors-la-loi. Dans le même temps, Isabelle, de plus en plus proche des seigneurs anglais exilés qui ont formé un parti anti-Despenser et désespèrent de lever des fonds en vue d'un débarquement sur les côtes anglaises, commence à envisager le mariage de son fils avec Philippa de Hainaut. Finalement, Isabelle, le prince Édouard et Mortimer quittent la cour de France durant l'été 1326. Ils se rendent vers la cour du comte de Hainaut où, en échange d'une dot conséquente, les fiançailles du jeune prince et de Philippa sont conclues. Isabelle utilise alors l'argent du comte, augmentée d'un prêt de Charles IV, pour lever à travers le Brabant une armée de mercenaires, qui rejoindra une petite armée du Hainaut commandée par Mortimer et le frère du comte de Hainaut, Jean de Beaumont. Guillaume fournit également quelques navires de guerre et de plus petits vaisseaux. Bien que désormais Édouard II redoute une invasion, le secret reste bien gardé, et Isabelle persuade Guillaume de retenir les émissaires de son mari. Il semble également qu'Isabelle ait conclu un accord secret avec les Écossais pour la durée de la campagne à venir. Le 22 septembre, Isabelle, Mortimer et leurs modestes forces font voile vers l'Angleterre.

### Invasion de l'Angleterre

Carte montrant les mouvements d'armées entre septembre 1326- et novembre 1326 : en vert est représentée l'invasion d'Isabelle et de Mortimer, tandis que la retraite d'Édouard et des Despenser est dépeinte en rouge,,.

Ayant échappé à la flotte envoyée par Édouard pour les intercepter, Isabelle et Mortimer accostent à l'embouchure de l'Orwell, à l'est de l'Angleterre, le 24 septembre. Les estimations concernant les forces d'Isabelle varient de 200 à 2 000 hommes — 1 500 semblant être le plus probable —. Isabelle fait rapidement route vers l'intérieur du pays, symboliquement revêtue de ses habits de veuve. L'argent collecté pour l'arrêter change bientôt de destinataire, et dès le jour suivant, Isabelle est à Bury St Edmunds. Peu après, on la trouve à Cambridge. Sur sa route, elle est rejointe par nombre de barons, comtes ou même habitants de Londres : ainsi la rallient son beau-frère Thomas de Brotherton, comte de Norfolk, ou encore Henri de Lancastre, comte de Leicester — il est le frère cadet du comte Thomas de Lancastre, et également l'oncle d'Isabelle. Le 27, à Londres, la nouvelle de l'invasion est arrivée au roi et aux Despenser. Édouard envoie des ordres aux shérifs locaux afin qu'ils se mobilisent contre Isabelle et Mortimer, mais Londres elle-même devient dangereuse, en raison de troubles locaux, et Édouard commence à envisager la fuite. Isabelle frappe à nouveau, à l’ouest, et atteint Oxford le 2 octobre, où elle est accueillie en « salvatrice ». L'évêque de Hereford Adam Orleton, soutien d'Isabelle, sort de sa cachette pour donner une conférence à l'Université sur les méfaits des Despenser. Le même jour, Édouard quitte Londres en direction du pays de Galles. Isabelle et Mortimer sont maintenant les alliés effectifs du parti de Lancastre, entraînant le ralliement de tous les opposants au roi.

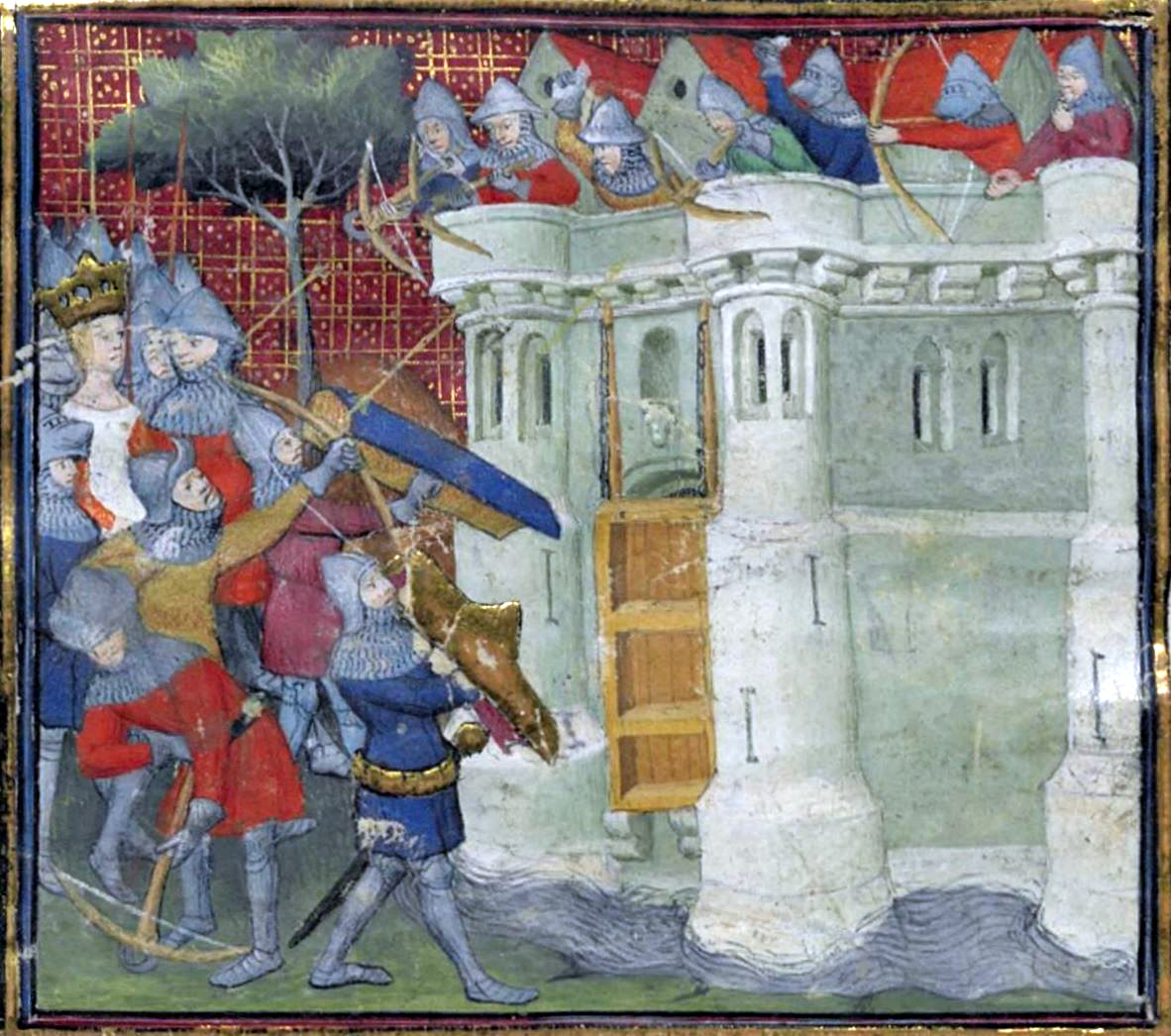
Isabelle (à gauche) dirigeant le siège de Bristol en octobre 1326.

Isabelle marche maintenant vers le sud, en direction de Londres. Elle marque une pause en dehors de la cité, à Dunstable, le 7 octobre. Londres est alors en proie à la foule, bien que globalement favorable à la reine. L'évêque Walter de Stapledon, Lord Trésorier d'Édouard, ne sait pas prendre la mesure de la haine qu'inspire désormais le pouvoir royal et tente une intervention armée afin de protéger ses possessions contre les fauteurs de trouble. Détesté, il est rapidement attaqué à son tour, pris et massacré le 15 octobre, sa tête est plus tard envoyée à Isabelle par ses soutiens sur place. Le fils cadet de la reine, Jean d'Eltham, est proclamé gardien de la capitale et de la Tour par les rebelles. Pendant ce temps, Édouard a atteint Gloucester le 9, dans l'espoir de lever des troupes, tâche impossible tant il apparaît clairement que la population du pays voit désormais en Isabelle la seule capable de sauver le royaume. Au contraire d'Isabelle qui semble se plaire dans l'action, Édouard est incapable de prendre des décisions dans ces moments cruciaux, et envoie des lettres pathétiques au pape et au roi de France, demandant leur aide ou leur médiation. Quant à Isabelle, elle marche rapidement vers l'ouest et atteint Gloucester une semaine après Édouard qui a trouvé refuge à Bristol. Là, le mieux qu'Édouard parvienne à faire est d'offrir une récompense de 1 000 £ pour la tête de Mortimer. Isabelle répond en offrant 2 000 pour celle de Despenser le Jeune, qui s'enfuit avec le roi à nouveau devant l'avancée de la reine. Hugues le Despenser l'Aîné continue à tenir Bristol face à Isabelle et Mortimer, qui mettent le siège du 18 au 26 octobre. Lorsque la ville tombe, la reine peut enfin retrouver ses enfants, Aliénor et Jeanne, qui étaient alors sous la garde de Despenser,. Sa force militaire assurée, Isabelle proclame son fils Édouard gardien du royaume, le 28 octobre. Hugues l'Aîné pris, Édouard et Hugues le Jeune, acculés et désertés par la cour, tentent de faire voile vers Lundy, une petite île au large du Devon. Les vents contraires les obligent après plusieurs jours à revenir en pays de Galles. Bristol sécurisée, Isabelle déplace sa base d'opération vers la ville frontière de Hereford, d'où elle commande à Henri de Lancastre de trouver et d'arrêter son époux. Après une nuit passée à tenter d'échapper aux forces de Lancastre dans la Galles du sud, Édouard et Hugues sont finalement rattrapés et arrêtés près de Llantrisant dans le Glamorgan, le 16 novembre.

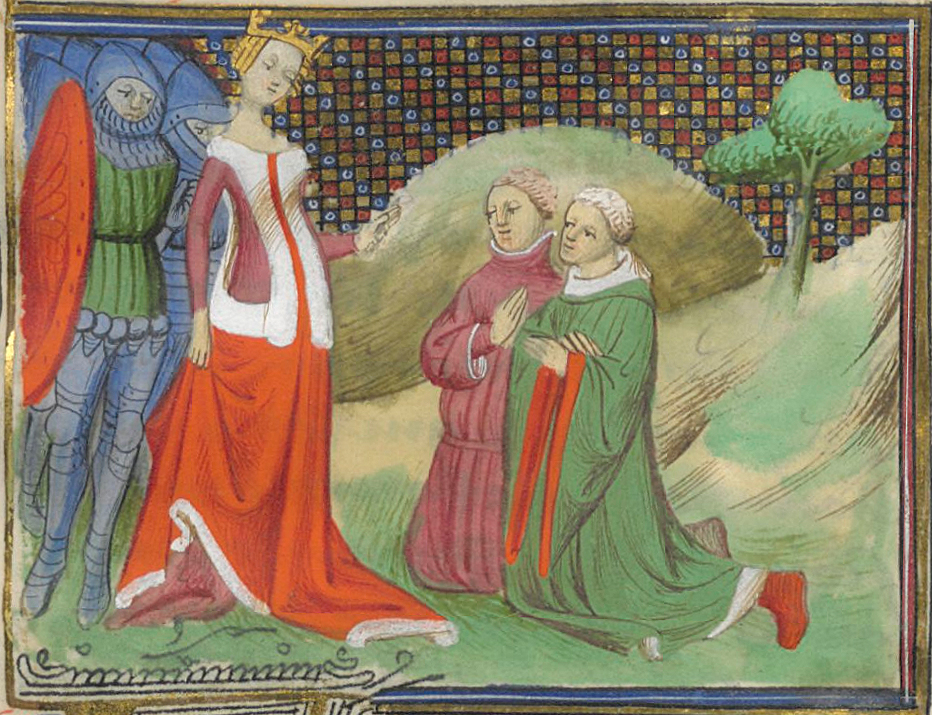
Hugues le Despenser le Jeune et Edmund FitzAlan, 2e comte d'Arundel, amenés devant Isabelle lors de leur procès en novembre 1326.

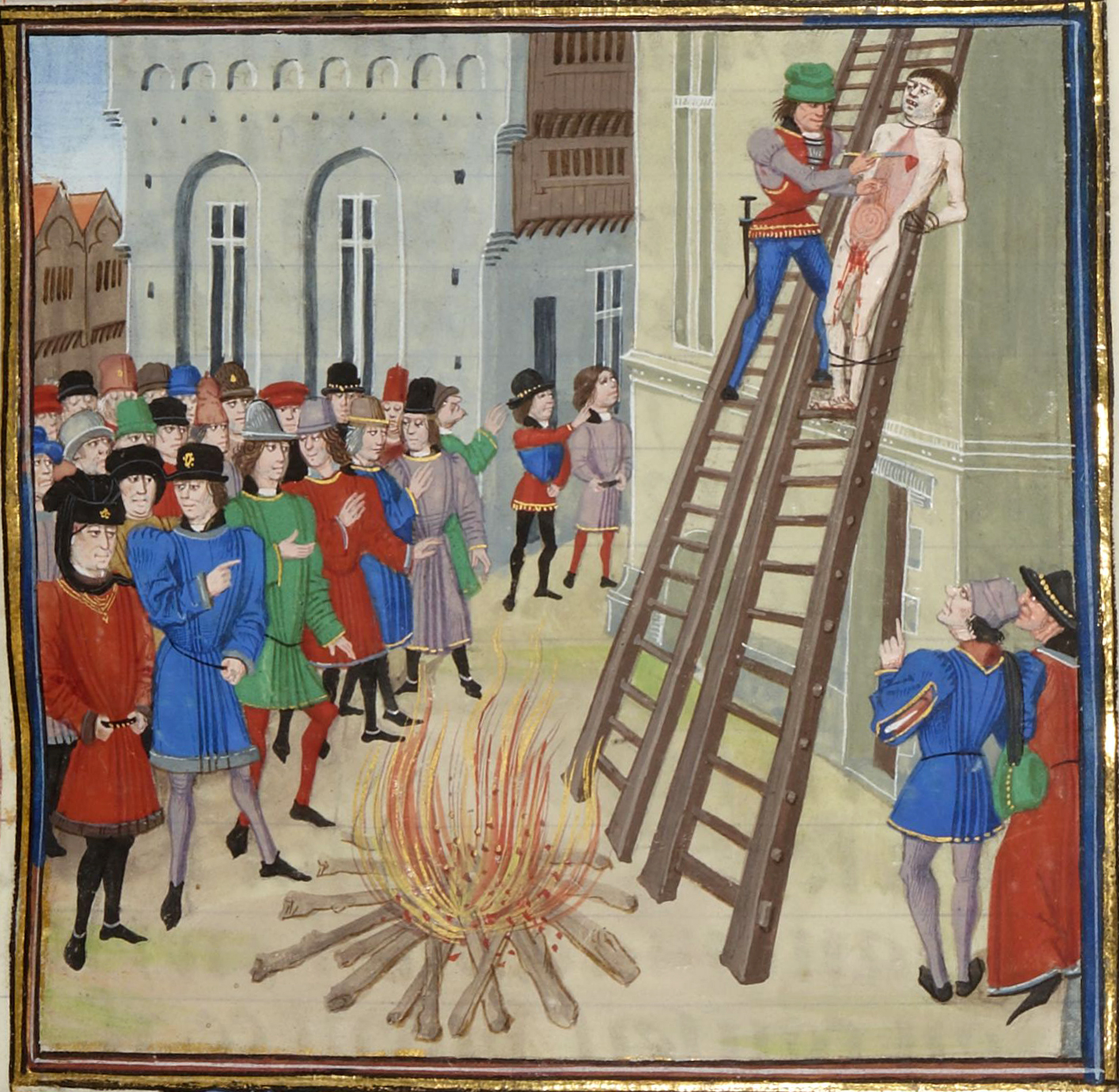
Le supplice de Hugues le Despenser le Jeune à Hereford. Manuscrit de Froissart.

L'épuration commence immédiatement. Peu après la chute de Bristol, Hugues l'Aîné est exécuté,, par ses ennemis, son corps dépecé et jeté aux chiens. Ce qui reste de l'entourage du roi est amené auprès d'Isabelle. Edmond FitzAlan, comte d'Arundel, l'un des piliers de l'ancien gouvernement et qui a reçu de nombreuses terres confisquées à Mortimer en 1322, est exécuté le 17 novembre. Hugues le Despenser le Jeune est condamné à l'être brutalement le 24 du même mois. Une immense foule se rassemble afin d'assister à ses derniers instants. On le fait tomber de son cheval, on lui arrache ses vêtements, on lui gribouille des versets bibliques sur le corps dénonçant la corruption et l'arrogance. Puis on le traîne vers la cité, où il est présenté à Isabelle, Mortimer et le parti de Lancastre. Il est condamné à être pendu en tant que voleur, à être châtré et écartelé comme traître, ses membres étant dispersés à travers l'Angleterre. Simon de Reading, l'un des soutiens des Despenser, est pendu à ses côtés, sous l'accusation d'insultes à la reine. Une fois débarrassés du cœur du régime, Isabelle et Mortimer fléchissent leurs rigueurs : la petite noblesse est pardonnée, et les clercs au centre du gouvernement renversé, pour la plupart nommés par Stapledon, confirmés dans leurs charges. Tout ce qui reste en suspens désormais est la question d'Édouard II, encore officiellement mari d'Isabelle et roi de plein droit.

### Déchéance et mort d'ÉdouardII

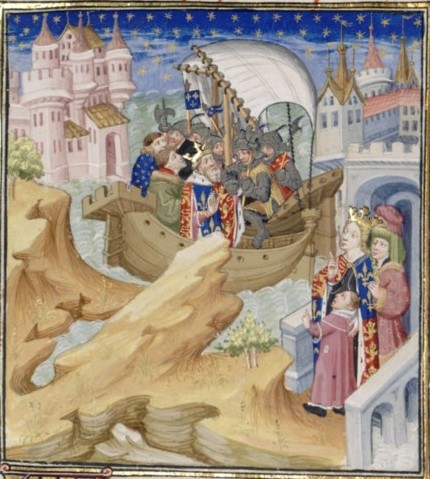
Une interprétation médiévale imaginaire de l'arrestation d'Édouard, à laquelle Isabelle assiste, à droite.

Dans l'attente d'une décision, Édouard est placé sous la garde de son cousin Henri de Lancastre, qui a envoyé à Isabelle le Grand sceau d'Angleterre. La situation reste tendue, car Isabelle redoute une contre-attaque des derniers partisans du roi et, en novembre, elle met la main sur la Tour de Londres, nomme maire l'un de ses hommes et réunit une assemblée de seigneurs et d'ecclésiastiques à Wallingford afin de discuter du sort d'Édouard. Le conseil conclut que le roi doit être déposé et placé sous les arrêts jusqu'à la fin de sa vie. Dominé par les affidés de la reine et de Mortimer, un Parlement convoqué à Londres le 7 janvier 1327 confirme cette décision. De Kenilworth où il est retenu, le roi Édouard est informé qu'il a été décidé que « à cause de son incompétence à diriger le royaume, pour avoir été sous la domination de mauvais conseillers et pour avoir perdu des territoires hérités de son père, il sera déposé et que son fils Édouard prendra sa place ». Tout d'abord, le roi refuse d'abdiquer, mais il lui est répondu qu'en ce cas, son fils se verra refuser la couronne, qu'un nouveau roi sera désigné, et la lignée des Plantagenêts détruite. Privé de choix, Édouard II renonce au trône en faveur de son fils le 20 janvier. Le prince Édouard, maintenant reconnu comme Édouard III, est couronné le 1er février et sa mère désignée comme régente du royaume. Afin de fournir une explication à la fois officielle et acceptable pour les mentalités de l'époque au fait qu'Isabelle demeure brouillée avec son époux et ne tente rien pour le rejoindre dans sa retraite, ses soutiens expliquent à l'assemblée que l'ancien roi a menacé de la tuer si jamais elle venait à lui. En avril, le conseil excuse la reine, qui continue cependant à remplir les devoirs d'une épouse en envoyant des présents à son mari, désormais désigné sous le nom de « seigneur Édouard, autrefois roi d'Angleterre ». Mais la position d'Isabelle reste précaire, les bases légales de la déposition d'Édouard II étant minimes aux yeux de beaucoup de juristes de l'époque, dont certains continuent à considérer Édouard comme le souverain légitime, en dépit de son impopularité. Déjà, en juillet 1327, le roi déposé manque d'être secouru par une conspiration conduite par le moine Thomas Dunhead et, en septembre, un autre complot est découvert peu avant sa mort. La situation peut donc s'inverser à tout moment pour les régents, et Édouard II est connu pour son esprit vindicatif. 

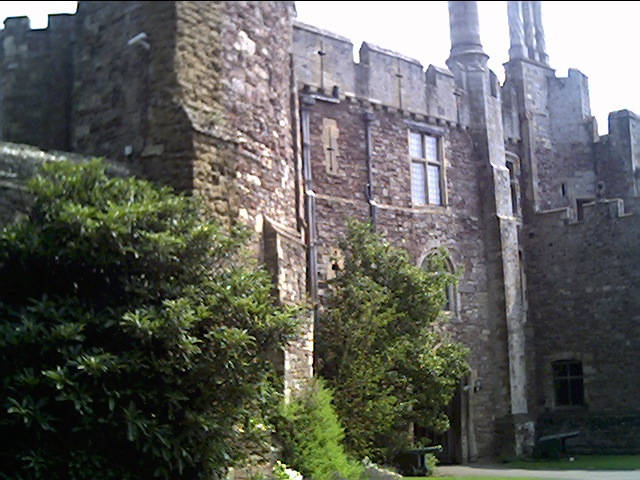
Le château de Berkeley, où Édouard II a été incarcéré et peut-être assassiné après sa déposition. Certains historiens contestent néanmoins cette version.

La mort d'Édouard II et le rôle qu'Isabelle y aurait joué demeurent un sujet de discussion parmi les historiens. Le point minimal sur lequel on s'accorde est qu'Isabelle et Mortimer font déplacer Édouard du château de Kenilworth à celui, plus sûr, de Berkeley, dans les Marches galloises, où Édouard est placé sous la garde du seigneur du lieu, le baron Thomas de Berkeley, gendre de Mortimer. Le 23 septembre 1327, Isabelle et Édouard III sont informés qu'Édouard II est mort au château d'un « fatal accident » deux jours auparavant. Le corps d'Édouard est enterré en la cathédrale de Gloucester le 20 décembre et son cœur déposé dans un coffret confié à Isabelle. Mais après ses funérailles, des rumeurs courent plusieurs années durant, selon lesquelles Isabelle et Mortimer auraient organisé le meurtre du roi déchu, de telle façon qu'on ne puisse les en accuser formellement. Une lettre aurait été envoyée à Berkeley, rédigée dans une formule latine qui pouvait être traduite de deux façons totalement opposées : « Eduardum occidere nolite timere bonum est ». Celle-ci pouvait être compréhensible soit comme « Ne craignez pas de tuer Édouard, c'est une bonne chose », soit comme « Tuer Édouard est une chose à craindre », selon que l'on place la virgule avant ou après timere. Dans les faits, il n'y a aucune preuve que quiconque ait donné l'ordre d'assassiner l'ancien roi, ni même que de tels mots aient été écrits. De la même façon, aucune source contemporaine ne permet de soutenir l'histoire selon laquelle Édouard aurait été tué à l'aide d'un tison chauffé à blanc et introduit dans son fondement. De nos jours, on n'avance que deux hypothèses seulement : soit Édouard II a été assassiné sur ordre d'Isabelle, soit il est décédé de maladie, conséquemment à ses conditions de vie en détention. D'autres rumeurs circulent également, disant qu'Édouard II se serait enfui de Berkeley et aurait erré pendant plusieurs années en Europe, avant de devenir un ermite en Italie. Cette hypothèse est corroborée dans la lettre de Fieschi, écrite dans les années 1330 à Édouard III, mais aucune preuve concrète ne vient étayer les dires de son auteur. Trois récents historiens — Paul Doherty, Ian Mortimer et Alison Weir — soutiennent cependant l'idée, chacun à leur manière, qu'Édouard n'est pas mort et a vécu ensuite caché ou incognito,. Mais d'autres spécialistes ont critiqué la méthodologie derrière cette approche révisionniste et s'opposent à leurs conclusions,.

## La reine régente
Isabelle et Mortimer gouvernent conjointement entre 1327 et 1330. Leurs années de règne sont marquées par l'enrichissement de la reine et d'importantes acquisitions de terres, mais aussi par des décisions impopulaires en matière de politique extérieure. Le règne d'Isabelle en tant que régente ne dure pas et la fragile alliance avec le parti de Lancastre qui l'a portée au pouvoir avec Roger Mortimer commence rapidement à s'effriter. Isabelle perd finalement le pouvoir en 1330 lorsque son fils Édouard III prend le pouvoir en déposant et exécutant Mortimer,,,.

### Gestion des affaires du gouvernement

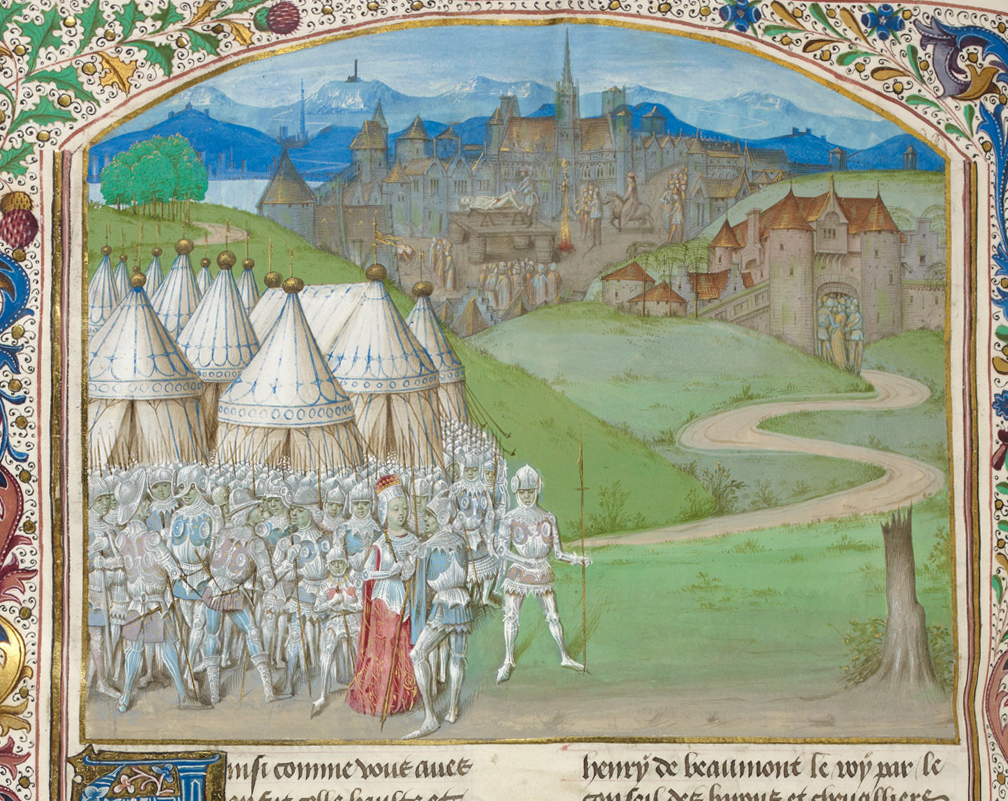
Illustration du XIVe siècle montrant Isabelle et Roger Mortimer à Hereford. L'exécution d'Hugues le Despenser le Jeune est visible à l'arrière-plan.

Isabelle et Mortimer ont amorcé une tendance qui se poursuivra durant la régence, à accumuler les richesses autour de leurs deux personnes. Déjà avec le retour de ses propres domaines, Isabelle est exceptionnellement riche, mais elle s'est mise à accumuler davantage. Dans les toutes premières semaines de 1327, Isabelle s'est déjà gratifiée de presque 12 000 £. Trouvant dans le Trésor d'Édouard II 60 000 £, une rapide période de joyeuses dépenses suit. Isabelle ne tarde pas à se récompenser à nouveau de 20 000 £, prétendument pour solder les dettes du règne précédent. Lorsque son fils est couronné, Isabelle étend ses propres possessions territoriales, passant d'un revenu de 4 400 £ à celui, extraordinaire, de 13 333 £, faisant de la reine l'une des plus grandes propriétaires du royaume. Le style de vie somptueux de la reine répond parfaitement à ses nouveaux revenus. Mortimer se met également, après de plus modestes débuts, à accumuler terres et titres dans les Marches de Galles à un rythme effréné. Il est toutefois impossible de déterminer le degré de participation de Mortimer dans les affaires du gouvernement, car il n'a occupé aucun poste officiel. Craignant de perdre leur influence sur le jeune souverain, les régents refusent de confier à Philippa de Hainaut, qu'Édouard III épouse le 24 janvier 1328 au cours d'une somptueuse cérémonie tenue à York et acclamée par la foule locale, le douaire qui lui est dû, contre tous les us et coutumes, et retardent son couronnement, qui n'a lieu finalement que le 18 février 1330. 
Le nouveau régime doit cependant faire face à des problèmes de politique étrangère centraux, qu'Isabelle affronte avec réalisme. Le premier est la situation en Écosse, où les échecs militaires d'Édouard II ont laissé une guerre inachevée, gouffre financier pour le Trésor. À la suite de la reprise des raids écossais dans le nord, Édouard III part en campagne en juillet 1327 contre Robert Bruce, au mépris de la trêve secrète conclue l'année précédente. L'armée anglaise est surprise à la bataille de Stanhope Park et échoue à intercepter les différentes armées écossaises. En octobre, Isabelle se consacre finalement à trouver une solution par la voie diplomatique, bien que son fils, dans un premier temps, s'y oppose avant de céder. Rédigé en français, le traité de Northampton, signé à Édimbourg le 17 mars 1328 par Robert Bruce et ratifié par le Parlement d'Angleterre le 1er mai suivant, prévoit le mariage de Jeanne de la Tour, fille d'Isabelle et sœur du roi, avec David Bruce, héritier présomptif de la couronne d'Écosse, ainsi que la renonciation par Édouard III aux territoires écossais, en échange de l'aide militaire écossaise contre tout ennemi extérieur, excepté la France, et le versement d'une somme de 20 000 £ en compensation des raids écossais passés dans le nord de l'Angleterre. Aucune compensation en revanche n'est prévue pour les comtes ayant perdu leurs possessions écossaises et Isabelle garde pour elle la plus grosse partie des 20 000 £. Bien que stratégiquement efficace et, au moins historiquement, « une réussite en termes de décisions politiques », la gestion du conflit écossais par Isabelle ne rencontre aucune approbation populaire et contribue à un désaccord général avec le reste des barons du royaume. 
Le second problème extérieur de l'Angleterre est la situation en Aquitaine, qu'Édouard II a laissée en suspens. Isabelle rouvre des négociations à Paris, aboutissant à un traité de paix le 31 mars 1327 par lequel la majeure partie du territoire, amputé cependant de l'Agenais, revient à l'Angleterre, en échange de 50 000 marcs de pénalité,. Mais la clause « agenaise » rend le traité tout aussi impopulaire auprès des Anglais que celui de Northampton. La mort de Charles IV en février 1328 complique également son application. Dans le but de s'attirer le soutien du peuple anglais, Isabelle décide d'appuyer en mai 1328 les revendications de son fils à la couronne de France depuis l'extinction de la branche des Capétiens directs, en envoyant ses conseillers porter officiellement la demande en France. Mais la noblesse française, peu impressionnée par les prétentions d'une reine à court d'argent pour entreprendre une quelconque opération militaire, rejette les prétentions anglaises et proclame roi Philippe de Valois, cousin d'Isabelle. La régente d'Angleterre commence alors à courtiser les voisins de la France, allant jusqu'à proposer son second fils Jean d'Eltham en mariage à la famille royale de Castille. Elle espère également un soutien du Hainaut, à la suite du mariage de son fils aîné avec la princesse Philippa. En novembre 1328, Isabelle répond aux envoyés de Philippe VI de Valois qu'Édouard III ne rendra jamais hommage pour l'Aquitaine. Néanmoins, à la suite de la menace d'une nouvelle confiscation du duché, elle convainc son fils de se rendre à Amiens en juin 1329 pour y accomplir l'hommage.

### Complots de l'opposition
L'oncle d'Isabelle, Henri de Lancastre, comte de Leicester et de Lancastre, est parmi les premiers à rompre avec la reine et Mortimer. Dès la fin de 1327, le comte est déjà irrité par le comportement de Mortimer, et Isabelle y répond en écartant son oncle de son gouvernement. Lancastre est furieux du traité de Northampton et décide de ne plus paraître à la cour, soutenu par une partie des Londoniens. Isabelle pare au mécontentement en entreprenant une profonde réforme de l'administration royale et l'application du droit. La rivalité entre les deux factions apparaît lors de l'élection de l'archevêque de Cantorbéry en décembre 1327 : le candidat des régents Henry Burghersh s'incline face à Simon Mepeham, soutenu par le comte de Lancastre. En octobre 1328, le pays est de nouveau aux bords de la guerre civile : Mortimer arrive entouré de ses troupes au Parlement de Salisbury afin d'intimider les partisans de Lancastre et s'autoproclame comte de March, ce qui ne fait qu'envenimer le ressentiment à son égard. En décembre, Lancastre adresse une longue pétition au jeune Édouard III et rassemble ses partisans à Londres. Dénoncé comme traître par les régents, il réunit ses troupes contre Mortimer et se retire dans le nord du royaume. En janvier 1329, les forces d'Isabelle, sous le commandement de Mortimer, s'emparent des forteresses de Lancaster, de Leicester et de Bedford. Isabelle — revêtue d'une armure et montée sur un cheval de guerre — et Édouard III marchent rapidement pour rejoindre Mortimer, forçant la reddition d'Henri de Lancastre. S'il échappe à la mort, il se voit imposer une colossale amende, qui neutralise de fait son pouvoir,. Isabelle pardonne à ceux qui ont rejoint Lancastre, bien que certains — parmi lesquels l'ancien ami d'Isabelle, Henri de Beaumont, dont la famille a perdu énormément de biens lors du traité avec l'Écosse — s'enfuient vers la France,.
Malgré la défaite de Lancastre, le mécontentement continue à enfler. L'oncle du roi, le comte Edmond de Kent, qui avait rejoint la cour en exil d'Isabelle à Paris à la fin de 1325, commence à remettre en question ses choix, notamment la déposition de son demi-frère Édouard II. Il prend contact avec des seigneurs proches du parti de Lancastre qui critiquent le gouvernement d'Isabelle, dont Henri et Isabelle de Beaumont. En mars 1330, Edmond se retrouve finalement impliqué dans un complot, visant prétendument à restaurer Édouard II sur le trône, que la rumeur dit toujours vivant. Isabelle et Mortimer abattent le complot, arrêtent Edmond et les autres conspirateurs, dont l'archevêque Simon Mepeham. Edmond peut espérer un pardon, au moins d'Édouard III, mais Isabelle s'empresse de le faire exécuter avant que le roi ne puisse intervenir. L'exécution elle-même est un fiasco, puisque le bourreau refuse d'y participer, et que le comte doit finalement être tué par un collecteur de fumier, lui-même condamné à mort et à qui on a promis la vie sauve s'il se charge de l'exécution. Isabelle de Beaumont échappe à la punition, bien que très impliquée dans le complot. Mortimer s'arrange pour obtenir les terres de Kent, ce qui est considéré par beaucoup comme un avertissement à tous ceux qui voudraient s'élever contre le régime, mais désormais, Isabelle et Mortimer se sont aliéné ceux qui les avaient regardés comme des libérateurs quatre ans auparavant.

### Chute de Mortimer

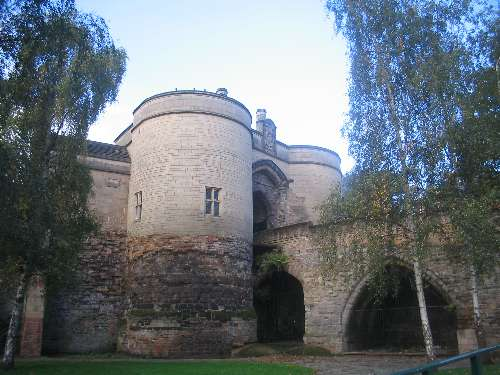
Le château de Nottingham, où Édouard III conduit son coup d'État contre Isabelle et Mortimer.

Le chroniqueur Henry Knighton attribue la chute d'Isabelle à cinq causes principales : « usurpation ; dilapidation des revenus de la couronne ; liens avec Mortimer ; exécution de son beau-frère le comte de Kent ; paix honteuse avec l'Écosse ». Au milieu de l'année 1330, le régime d'Isabelle et de Mortimer devient de plus en plus précaire et le fils de la reine, Édouard III, frustré de la mainmise de Mortimer sur le pouvoir. Plusieurs historiens, avec différents niveaux de certitude, ont suggéré qu'Isabelle est tombée à ce moment-là enceinte,,. Un enfant ayant à la fois du sang royal et celui de Mortimer aurait été très problématique pour Isabelle, et aurait également fragilisé la propre position d'Édouard III. Bien qu'aucune preuve ne vienne étayer une quelconque connivence du jeune roi et du comte de Lancastre en vue de déposer Isabelle et Mortimer, les récents évènements les mettent cependant dans une situation délicate : les deux alliés sont devenus dangereusement incontrôlables aux yeux de tous. L'historienne Miri Rubin décrit la période d'hégémonie de Mortimer aux côtés d'Isabelle après l'exécution du comte de Kent comme « sans repos et troublée ». En octobre 1330, inquiets, Isabelle et Mortimer se penchent sur l'entourage du jeune roi et sa loyauté au régime. Édouard III comprend que ses amis sont menacés, et c'est cette menace qui va conduire à l'enchaînement rapide d'évènements qui aboutiront à l'arrestation d'Isabelle et de Mortimer par le roi et ses partisans.
Discrètement, Édouard III rassemble des soutiens au sein de l'Église et d'une noblesse choisie, tandis qu'Isabelle et Mortimer, prudemment, se rendent au château de Nottingham, accompagnés de troupes loyales. À l'automne, Mortimer enquête au sujet d'un nouveau complot contre lui, au cours duquel il menace un jeune noble, William Montagu, lors d'un interrogatoire. Mortimer déclare alors que sa parole prévaut sur celle du roi, inquiétante déclaration que Montagu reporte immédiatement à Édouard III. Édouard est désormais convaincu que le moment d'agir est venu et le 19 octobre, Montagu conduit une troupe de 23 hommes armés à l'intérieur du château par un tunnel secret. À l'intérieur du donjon, Isabelle, Mortimer et leurs alliés sont en train de discuter d'une arrestation de Montagu, lorsque celui-ci apparaît avec ses hommes. À l'issue d'un bref combat, Mortimer est arrêté dans la chambre d'Isabelle. La régente se jette aux pieds de son fils, avec cette célèbre supplique : « Beau fils, faites grâce au gentil Mortimer ! » Les troupes de Lancastre prennent rapidement contrôle du reste du château, donnant pour la première fois au roi Édouard III le contrôle de son propre gouvernement. Le mois suivant, le Parlement est réuni, afin de juger Mortimer pour trahison. Il est intéressant de noter que la seule charge retenue contre lui qui implique Isabelle est qu'il a été la cause de la discorde entre la reine et son époux Édouard II. Isabelle est reconnue victime innocente durant le procès, et aucune mention publique d'une liaison avec Mortimer n'est faite. Roger Mortimer est exécuté à Tyburn le 29 novembre, mais il n'est que pendu et échappe au sort funeste réservé aux traîtres,.

## La reine douairière

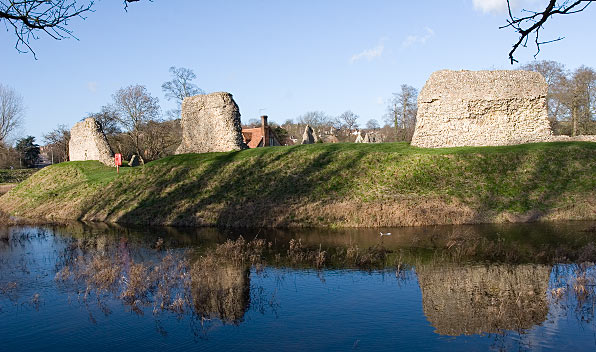
Ruines du château de Berkhamsted, où Isabelle est initialement détenue après sa chute et celle de Mortimer en 1330.

Après la prise de pouvoir de son fils, Isabelle est tout d'abord transférée au château de Berkhamsted, puis placée sous bonne garde au château de Windsor jusqu'en mars 1332, date de son transfert vers son propre château de Castle Rising, dans le Norfolk. Agnes Strickland, une historienne de l'ère victorienne, estime qu'Isabelle a souffert d'occasionnels accès de folie durant cette période, mais les interprétations plus modernes évoquent au pire une forme de dépression, à la suite de la mort de Mortimer. Isabelle est restée extrêmement riche : bien qu'elle ait dû rendre la plupart de ses possessions après avoir perdu le pouvoir, dès janvier 1331, elle se voit réassigner un revenu annuel de 3 000 £, porté à 4 000 £ en 1337. Édouard III restaure sa mère dans les possessions dont elle a joui en tant que reine. Un inventaire de ses biens après sa mort prouve que la reine-mère a vécu très confortablement, selon son rang. Dans son château du Norfolk, elle entretient une bibliothèque variée, qui suggère une femme cultivée, et la tombe de son second fils Jean d'Eltham, qui est réalisée à sa demande en janvier 1337, prouve ses goûts sûrs et cosmopolites. Isabelle possède des livres religieux dont un manuscrit de l'Apocalypse qui pourrait être conservé de nos jours à la Bibliothèque nationale de France. Sa chapelle est richement décorée et la reine-mère fait des aumônes. Elle vit une existence somptueuse, entourée de ménestrels, domestiques, veneurs, palefreniers, entre autres luxes, avec tout le respect dû à une reine douairière, fille, épouse et mère de roi.
Isabelle s'intéresse également toujours de près aux affaires de son pays natal et, à la mort inattendue de son dernier frère Charles IV en 1328 sans héritier mâle, qui voit s'éteindre la lignée capétienne directe, Isabelle encourage activement son fils à prétendre à la couronne de France qui, selon elle, lui revient en tant que plus proche parent mâle du dernier roi et unique représentant du tronc de la dynastie capétienne, à travers Philippe le Bel. En s'en tenant à une interprétation simple des lois féodales, Édouard III est l'héritier légitime du trône de France, malgré l'invocation de la Loi salique par la noblesse française pour contourner ses arguments. Sa revendication à la couronne d'Hugues Capet conduit en 1337 au déclenchement de la guerre de Cent Ans. En ce qui concerne la reine-mère, il est même question en 1348 qu'elle parte pour Paris afin de participer à des négociations de paix avec Jeanne d'Évreux, la veuve de son frère Charles IV, mais cette idée est finalement repoussée et Isabelle est remplacée dans cette mission par le duc de Lancastre Henri de Grosmont,. Malgré sa retraite de la vie publique officielle, Isabelle conservera un intérêt constant pour les affaires européennes, que prouve une importante correspondance entre elle et beaucoup des dirigeants de son temps. 

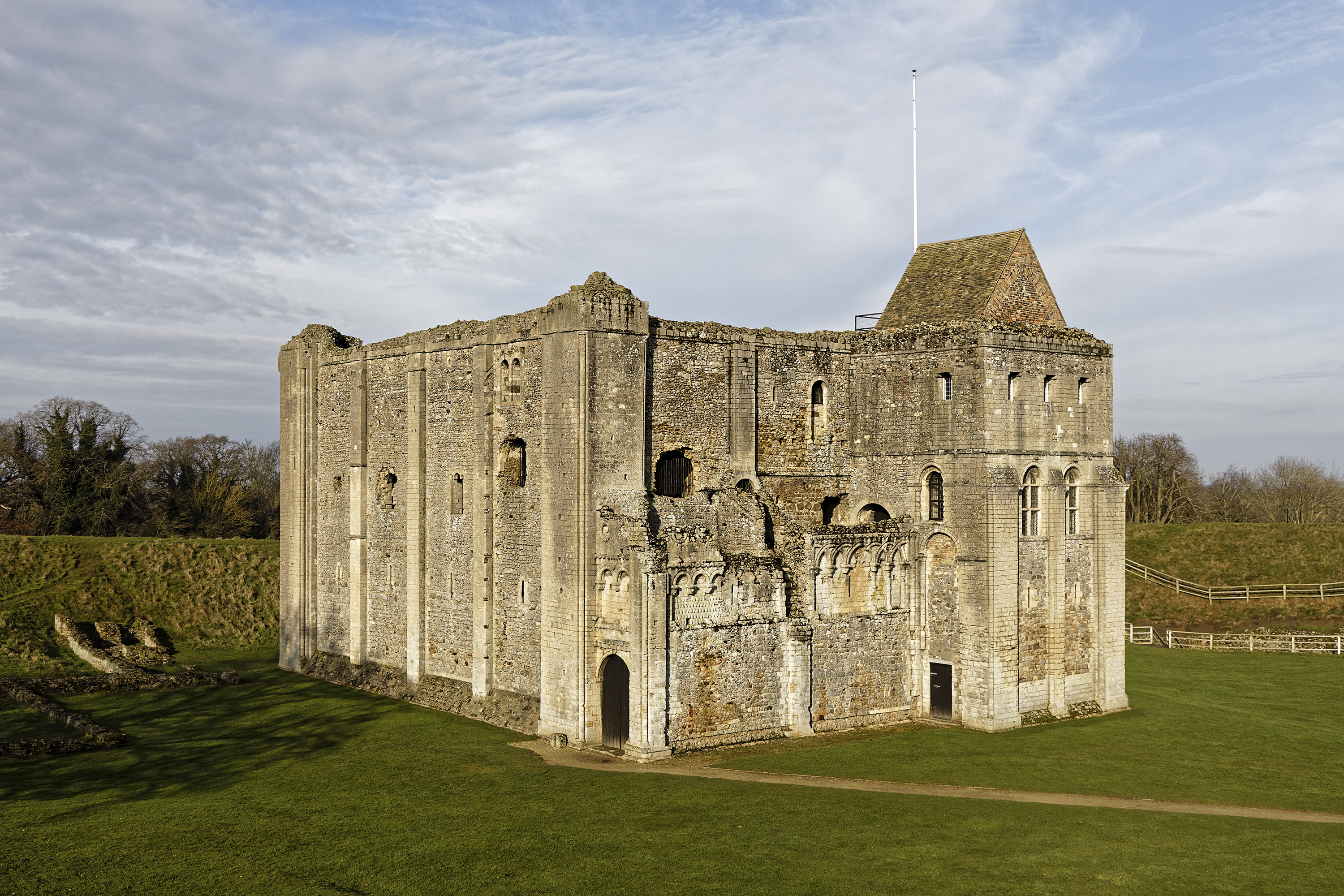
Le château de Castle Rising, acheté par Isabelle en 1327, est son lieu de résidence durant ses dernières années.

Isabelle accueille régulièrement son fils et sa femme Philippa de Hainaut, quand ils viennent lui rendre visite et, dans les dernières années de sa vie, elle devient très proche de sa fille Jeanne, reine d'Écosse, qui est venue vivre auprès d'elle après avoir quitté son volage époux, le roi David II d'Écosse. C'est d'ailleurs Jeanne qui la veillera lors de sa mort. Isabelle s'entiche de ses petits-enfants, particulièrement du fils aîné d'Édouard III, le prince de Galles Édouard de Woodstock, que l'Histoire a retenu sous le nom très postérieur de « Prince Noir » — bien que ses contemporains n'utilisèrent jamais ce surnom. À mesure qu'elle vieillit, Isabelle se tourne de plus en plus vers la religion, multipliant pèlerinages et visites pieuses. Elle n'en demeure pas moins une personnalité de la cour, recevant de constants visiteurs, parmi lesquels son cousin le duc de Lancastre Henri de Grosmont ou sa cousine la comtesse douairière de Pembroke Marie de Châtillon-Saint-Pol, ainsi que de nombreux prisonniers français capturés par le Prince Noir lors de la bataille de Poitiers en 1356, notamment le roi Jean II le Bon, fils et successeur de Philippe de Valois, le comte de la Marche Jacques de Bourbon ou le comte de Tancarville Jean II de Melun. Isabelle continue à s'intéresser au cycle arthurien et à la joaillerie : en 1358, elle apparaît à la fête de la Saint-Georges revêtue d'une robe de soie et d'argent, enrichie de 300 rubis, de 1 800 perles et d'un bandeau d'or. Il semble qu'elle ait également développé un intérêt pour l'astrologie et la géométrie vers sa fin, plusieurs présents qu'elle a reçus s'y rapportant directement.
Isabelle tombe malade quelques jours avant sa mort et prend l'habit des clarisses, avant de mourir le 22 août 1358 à Hertford. Elle laisse la majeure partie de ses propriétés, notamment le château de Castle Rising, à son petit-fils favori, le prince de Galles, et quelques-uns de ses effets personnels à sa fille Jeanne. Son corps est envoyé à Londres pour ses funérailles en l'église franciscaine de Newgate, célébrées le 27 novembre suivant par l'archevêque de Cantorbéry Simon Islip. Isabelle a demandé à être enterrée dans sa robe de noces — elle avait douze ans à ce moment-là ! —, et le cœur d'Édouard II, enfermé depuis trente ans dans un coffret, à ses côtés. Sa tombe d'albâtre a disparu lorsque le prieuré est devenu une église paroissiale en 1550.

## Descendance
Édouard II et Isabelle ont quatre enfants, et la reine a souffert d'au moins une fausse couche. Leurs enfants sont :
1. Édouard III d'Angleterre (13 novembre 1312 – 21 juin 1377). Épouse le 24 janvier 1328 Philippa de Hainaut, d'où postérité ;
2. Jean d'Eltham (15 août 1316 – 13 septembre 1336). Sans alliance ni postérité ;
3. Aliénor de Woodstock (18 juin 1318 – 22 avril 1355). Épouse en mai 1332 Renaud II de Gueldre, d'où postérité ;
4. Jeanne de la Tour (5 juillet 1321 – 7 septembre 1362). Épouse le 17 juillet 1328 David II d'Écosse, mais sans postérité.

## Armoiries
L'illustration des armoiries d'Isabelle n'est pas constante. En certains cas, l'écu est mi-parti d'Angleterre et de France ancien, tandis que dans d'autres, il est écartelé d'Angleterre (en référence à son époux), de France ancien (en référence à son père), de Navarre et de Champagne (en référence à sa mère,).

Armories d'Isabelle de France, reine d'Angleterre[160].
Second modèle des armoiries d'Isabelle de France.

## Postérité
La reine Isabelle est fréquemment présente dans plusieurs pièces de théâtre, livres, films, souvent représentée comme une femme belle — même s'il n'existe pourtant de nos jours aucune représentation certifiée de cette beauté unanimement louée par ses contemporains —, mais manipulatrice et cruelle. Isabelle apparaît ainsi la première fois dans la pièce Édouard II de Christopher Marlowe, où elle tient un rôle majeur. Tilda Swinton interprète la reine Isabelle dans le film Edward II, réalisé par Derek Jarman et adapté de la pièce de Marlowe : l'actrice a obtenu pour ce rôle la Coupe Volpi de la meilleure interprétation féminine lors de la Mostra de Venise 1991. Thomas Gray, poète du XVIIIe siècle, réunit dans son poème anti-français The Bard (« Le Barde ») les caractéristiques que Marlowe attribue à Isabelle ainsi que le surnom (She-Wolf of France) que Shakespeare donne à une autre princesse française, Marguerite d'Anjou — épouse d'Henri VI d'Angleterre — : la « Louve de France ». Dans ce poème, Isabelle déchiquette les intestins d'Édouard II de ses « crocs acharnés ». L'épithète de louve est restée, et Bertolt Brecht l'utilise dans sa Vie d'Édouard II d'Angleterre. De façon similaire, Isabelle apparaît dans le roman de Jean Plaidy, Les Folies du Roi et le Vœu du Héron, comme une sociopathe meurtrière depuis l'enfance, héritière des tendances sanguinaires de son père. Vaniteuse, égoïste, sadique, elle est profondément misandre et obsédée par l'idée de détruire son mari et ses favoris, plus à cause de sa fierté blessée que d'un amour déçu.
Isabelle est l'un des personnages du cycle romanesque Les Rois maudits, de Maurice Druon. Le cinquième tome, La Louve de France, est centré sur elle. Dans les feuilletons télévisés tirés de la saga, son rôle est interprété par Geneviève Casile dans la version de 1972 (adaptation signée Marcel Jullian et Claude Barma), puis par Julie Gayet dans la version de 2005 (réalisée par Josée Dayan). Le roman de Ken Follett de 2007, Un monde sans fin, met en scène le meurtre d'Édouard II et l'épisode de la lettre à Berkeley. Le personnage d'Isabelle, interprété par Aure Atika, apparaît dans le feuilleton télévisé réalisé par Michael Caton-Jones. Isabelle est également présente dans Le Calice des esprits, premier livre de la série historique « Mathilde de Westminster » de Paul Charles Doherty, aux éditions 10/18. À l'opposé de ces représentations négatives pour la plupart, Isabelle apparaît comme un personnage beaucoup plus sympathique et positif dans le film de Mel Gibson, Braveheart, où elle est interprétée par Sophie Marceau. Dans ce film qui prend de très grandes libertés avec l'Histoire, Isabelle est envoyée négocier avec le rebelle indépendantiste écossais William Wallace, avec qui elle a une liaison : dans la réalité, Isabelle avait dix ans au moment de la mort de Wallace. De plus, Wallace y est présenté comme le véritable père d'Édouard III.